# Star Wars: Die letzten Jedi

Logo der Star-Wars-Reihe

Star Wars: Die letzten Jedi (Originaltitel Star Wars: The Last Jedi) ist ein US-amerikanischer Science-Fiction-Film aus dem Jahr 2017 und die achte Episode der Star-Wars-Filmreihe. Die Regie übernahm Rian Johnson, der auch das Drehbuch schrieb. Produziert wurde der Film von Kathleen Kennedy und Ram Bergman. J. J. Abrams, der bei Vorgänger- und Nachfolgefilm Regie führte, verblieb als Executive Producer.
Der Film setzt die Handlung des Vorgängers Star Wars: Das Erwachen der Macht (2015) unmittelbar fort, der 30 Jahre nach der sechsten Episode Die Rückkehr der Jedi-Ritter (1983) angesiedelt ist. Im Mittelpunkt stehen die Geschichte von Rey und ihrer Entdeckung des im Exil lebenden Jedi-Meisters Luke Skywalker sowie vom fortlaufenden Krieg zwischen dem von General Leia Organa angeführten Widerstand und der Ersten Ordnung.
Die Weltpremiere fand am 9. Dezember 2017 im Shrine Auditorium in Los Angeles, die Europapremiere am 12. Dezember 2017 in der Royal Albert Hall in London statt. Im französisch- und italienischsprachigen Teil der Schweiz war Kinostart am 13. Dezember, in Deutschland und in der deutschsprachigen Schweiz am 14. Dezember 2017. Als internationaler Kinostart wurde der 15. Dezember 2017 angegeben. Die deutsche Free-TV-Premiere fand am 22. März 2020 auf ProSieben statt.
Alternativ ist der Film auch unter dem Titel Star Wars: Episode VIII – Die letzten Jedi bekannt. Die Episodennummer wird, wie bei allen vorherigen Episoden auch, im Lauftext zu Beginn des Films genannt. Vermarktet wurde er jedoch ausschließlich ohne Episodennummer.

## Handlung
Nachdem das Hosnian-System und damit der Hauptsitz der Neuen Republik, der Galaktische Senat sowie deren Sternenflotte durch die Starkiller-Basis vernichtet worden sind, steht die Erste Ordnung kurz davor, auch den letzten Stützpunkt des Widerstands auf D’Qar zu zerstören. Während einer Raumschlacht gelingt es dem Widerstandspiloten Poe Dameron und einer kleinen Flotte, ein großes Belagerungsschlachtschiff durch Bomben zu zerstören. Dies hat jedoch erhebliche Verluste des Widerstandes zur Folge, dessen verbliebene Flotte mit Hilfe eines Hyperraum-Sprungs flüchtet.
Unterdessen versucht Rey auf Ahch-To, den im selbstgewählten Exil lebenden Luke Skywalker zu bewegen, sich dem Widerstand anzuschließen. Luke widersetzt sich dem Anliegen von Rey, da er aufgrund seines Versagens bei der Ausbildung von Kylo Ren mit den Jedi abgeschlossen hat. Rey versucht verzweifelt, den Jedi-Meister umzustimmen. Im Millennium Falken trifft Luke auf R2-D2, der ihm den einstigen Hilferuf seiner Schwester Leia an Obi-Wan Kenobi zeigt, woraufhin Luke beschließt, Rey auszubilden.
Kylo Ren stellt sich derweil auf der Supremacy, einem gigantischen Sternenzerstörer der Mega-Klasse, dem Obersten Anführer Snoke. Snoke zweifelt aufgrund Kylos Niederlage gegen Rey auf der Starkiller-Basis an dessen Fähigkeiten. Währenddessen entwickeln Rey und Kylo, obwohl sie räumlich weit voneinander entfernt agieren, eine gedankliche Verbindung zueinander, durch die sie kommunizieren können.
Die Widerstandsflotte wird nach dem Hyperraumsprung erneut von der Ersten Ordnung entdeckt. Die Brücke des Kommandoschiffs Raddus wird bei einem Angriff schwer beschädigt, alle hochrangigen Anführer getötet. Einzig Leia kann sich mithilfe der Macht wieder ins Schiff retten, liegt aber fortan im Koma. Ihren Posten übernimmt die Vizeadmiralin Holdo, die außer Reichweite der Supremacy der Ersten Ordnung bleiben möchte. Ein erneuter Sprung in den Hyperraum ist aufgrund knapper Treibstoffreserven nicht sinnvoll, da die Erste Ordnung das Schiff auch während des Sprungs orten und verfolgen kann. Damit sie dennoch entkommen können, werden Finn, die Wartungsarbeiterin Rose – deren Schwester beim Angriff auf das Schlachtschiff umkam – und BB-8 vom degradierten Poe, welcher an Holdos Fähigkeiten zweifelt, auf eine geheime Mission geschickt. Sie sollen das Peilgerät auf Snokes Schiff, das für die Ortung der Flotte verantwortlich ist, deaktivieren. Einem Tipp von Maz Kanata folgend müssen sie dazu in der Wettspielstadt Canto Bight den Meister-Codeknacker finden, der ihnen unbemerkt Zugang zu Snokes Schiff verschaffen soll. Nachdem Finn und Rose jedoch in Canto Bight von der örtlichen Polizei verhaftet worden sind, offenbart sich „DJ“, welcher mit ihnen in einer Zelle sitzt, ebenso als Codeknacker, und die drei fliehen gemeinsam mit BB-8 vom Planeten.
Rey macht sich unterdessen weiter mit der Macht vertraut. Das Machtband zwischen Kylo Ren und Rey wird immer stärker und er erzählt ihr, dass Luke ihn damals hintergangen habe und ihn töten wollte. Luke hingegen offenbart ihr, er habe die dunkle Seite in Kylo gespürt, woraufhin Kylo ihn attackiert und seine Jedi-Akademie und einen Großteil seiner Schüler vernichtet habe. Rey versichert Luke, dass sie noch Gutes in Kylo spüre. Ihr misslingt es jedoch, Luke zur Rückkehr zu bewegen, sodass sie allein aufbricht, in der Hoffnung, Kylo noch zum Guten zu bekehren.
Nachdem sich Rey der Ersten Ordnung gestellt hat, bringt Kylo sie zum Obersten Anführer Snoke. Der fordert Kylo auf, Rey zu töten, um die dunkle Seite in ihm zu stärken, woraufhin dieser jedoch Snoke tötet. Anschließend besiegen er und Rey gemeinsam Snokes persönliche Prätorianergarde. Finn, Rose und BB-8 ist es zur gleichen Zeit gelungen, mit Hilfe von „DJ“ auf den Sternenzerstörer von Snoke zu gelangen. Kurz bevor es ihnen gelingt, das Peilgerät zu deaktivieren, werden sie jedoch gefangen genommen, nicht zuletzt durch den Seitenwechsel von „DJ“. Poe hat zwischenzeitlich eine Meuterei angezettelt, um in dem kurzen Zeitfenster, das sich nach der erhofften Deaktivierung des Peilgerätes ergäbe, das Raumschiff an einen sicheren Ort zu bringen. Diese Meuterei wird mit Unterstützung der wiedererwachten Leia beendet. Poe erfährt, dass Holdo, entgegen seinen Erwartungen, einen Plan in der Hinterhand hatte, nämlich die Widerstandskämpfer auf kleineren Transportschiffen zum Mineralplaneten Crait zu bringen, wo sich ein ehemaliger befestigter Rebellenstützpunkt befindet. Von dort soll Unterstützung gerufen werden, während die Erste Ordnung, dem Flaggschiff der Rebellen weiterhin folgend, an dem Planeten vorbeifliegen soll, ohne zu bemerken, dass dessen Besatzung bereits nicht mehr an Bord ist. Dieses Vorhaben scheitert aber, da „DJ“ inzwischen der Ersten Ordnung die Information verkauft hat, dass sich die Rebellen in kleinen Transportschiffen absetzen.
Rey, fest davon überzeugt, dass sich Kylo ihr anschließen wird, nachdem er Snoke getötet hat, muss unterdessen erkennen, dass sie sich geirrt hat. Er versucht, sichtlich verzweifelt, Rey davon zu überzeugen, sich ihm anzuschließen. Im anschließenden Duell um das einstige Lichtschwert Anakin Skywalkers zerbricht dieses.
Durch den Beschuss der Ersten Ordnung erleidet der Widerstand erneut schwere Verluste. Holdo beschließt daraufhin, die Raddus, auf der sie alleine zurückgeblieben ist, zu wenden, und rammt das Schiff mittels eines Hyperraumsprunges in die Supremacy, die zusammen mit allen Sternzerstörern in der Einflugschneise stark beschädigt und zerstört wird. Auf der auseinanderbrechenden Supremacy gelingt es Finn nun, Captain Phasma im bewaffneten Zweikampf zu überwältigen, wobei diese in den Tod stürzt. Gemeinsam mit Rose und BB-8 entkommen sie mit einem Shuttle und folgen dem Widerstand auf Crait. Rey hat ebenfalls in einer Rettungskapsel vom Schiff entkommen können. Kylo Ren ernennt sich zum neuen Obersten Anführer und befiehlt den verbleibenden Truppen der Ersten Ordnung, Crait anzugreifen.
In der Schlacht ist der Widerstand deutlich unterlegen und scheint bereits geschlagen. Finn versucht, in einem Himmelfahrtskommando mit seinem Gleiter das Blatt zu wenden, wird aber von Rose absichtlich in letzter Sekunde abgedrängt, wobei sie selbst schwer verletzt wird. Zur Überraschung aller erscheint Luke im Stützpunkt und stellt sich Kylo auf dem Schlachtfeld. Er verkündet, dass er nicht der letzte der Jedi sein werde. Nachdem Kylo ihn daraufhin wutentbrannt scheinbar mit seinem Lichtschwert tödlich trifft, offenbart sich, dass Luke sich immer noch auf Ahch-To befindet und lediglich in Form einer Machtprojektion auf Crait in Erscheinung getreten ist. Durch diese Aktion verschafft er dem Widerstand genügend Zeit, um mit Hilfe der im Millennium Falken eintreffenden Rey, Chewbacca und R2-D2 zu entkommen. Dabei scheitert der Plan beinahe, weil der Fluchttunnel durch Geröll versperrt wird, das jedoch von Rey mithilfe der Macht beiseite geräumt wird. Luke, von der Anstrengung stark geschwächt, stirbt und wird eins mit der Macht. Leia versichert den einigen Dutzend verbliebenen Mitgliedern des Widerstands, dass die Rebellion alles habe, um den Funken der Hoffnung zu verbreiten und wieder aufzuerstehen. Leia und Rey spüren beide durch die Macht, dass Luke gestorben ist.
In Canto Bight lauscht derweil ein Stalljunge, der Rose und Finn zur Flucht verholfen hat und der deren Ring mit dem Zeichen des Widerstands trägt, den Legenden und Geschichten über den Jedi-Meister Luke Skywalker, bevor er mit der Macht einen Besen zu sich heranzieht und hoffnungsvoll in die Sterne blickt, wo er ein Raumschiff entdeckt, das gerade in den Hyperraum springt.

## Einordnung in dasStar-Wars-Universum

### Chronologie
Die Handlung des Films schließt unmittelbar an das Ende des Vorgängers Das Erwachen der Macht an. So wird die abschließende Szene, in der Rey auf Luke Skywalker trifft, in Teilen zu Beginn von Die letzten Jedi in anderer Perspektive wiederholt. Der Film spielt somit ebenfalls ungefähr 34 Jahre nach den Ereignissen von Krieg der Sterne. Im Laufe des Films werden Figuren, Themen und Ereignisse aus allen bisherigen Filmtrilogien aufgegriffen und genannt.
Zeitleiste der Filme und Serien im Star-Wars-Universum
| Die dunkle Bedrohung |                                   |                   |                                    |                   |                                   |                   |                         | I             |                                |               |                          |               |                          |                          |                          |                          |                          |                          |                          |                         |                         |                         |                         |                         |                         |                         |                         |                   |                   |                   |                         |                         |                         |                         |
| Angriff der Klonkrieger |                                   |                   |                                    |                   |                                   |                   |                         |               |                                | II            |                          |               |                          |                          |                          |                          |                          |                          |                          |                         |                         |                         |                         |                         |                         |                         |                         |                   |                   |                   |                         |                         |                         |                         |
| Die Rache der Sith |                                   |                   |                                    |                   |                                   |                   |                         |               |                                |               |                          | III           |                          |                          |                          |                          |                          |                          |                          |                         |                         |                         |                         |                         |                         |                         |                         |                   |                   |                   |                         |                         |                         |                         |
| Krieg der Sterne |                                   |                   |                                    |                   |                                   |                   |                         |               |                                |               |                          |               |                          |                          |                          |                          |                          |                          |                          |                         |                         | IV                      | IV                      |                         |                         |                         |                         |                   |                   |                   |                         |                         |                         |                         |
| Das Imperium schlägt zurück |                                   |                   |                                    |                   |                                   |                   |                         |               |                                |               |                          |               |                          |                          |                          |                          |                          |                          |                          |                         |                         |                         |                         |                         | V                       |                         |                         |                   |                   |                   |                         |                         |                         |                         |
| Die Rückkehr der Jedi-Ritter |                                   |                   |                                    |                   |                                   |                   |                         |               |                                |               |                          |               |                          |                          |                          |                          |                          |                          |                          |                         |                         |                         |                         |                         |                         | VI                      |                         |                   |                   |                   |                         |                         |                         |                         |
| Das Erwachen der Macht |                                   |                   |                                    |                   |                                   |                   |                         |               |                                |               |                          |               |                          |                          |                          |                          |                          |                          |                          |                         |                         |                         |                         |                         |                         |                         |                         |                   |                   |                   |                         | VII                     |                         |                         |
| Die letzten Jedi |                                   |                   |                                    |                   |                                   |                   |                         |               |                                |               |                          |               |                          |                          |                          |                          |                          |                          |                          |                         |                         |                         |                         |                         |                         |                         |                         |                   |                   |                   |                         |                         | VIII                    |                         |
| Der Aufstieg Skywalkers |                                   |                   |                                    |                   |                                   |                   |                         |               |                                |               |                          |               |                          |                          |                          |                          |                          |                          |                          |                         |                         |                         |                         |                         |                         |                         |                         |                   |                   |                   |                         |                         |                         | IX                      |
| Rogue One |                                   |                   |                                    |                   |                                   |                   |                         |               |                                |               |                          |               |                          |                          | a)                       |                          |                          |                          |                          |                         | R1                      |                         |                         |                         |                         |                         |                         |                   |                   |                   |                         |                         |                         |                         |
| Solo |                                   |                   |                                    |                   |                                   |                   |                         |               |                                |               |                          |               |                          |                          | a)                       |                          | S                        |                          |                          |                         |                         |                         |                         |                         |                         |                         |                         |                   |                   |                   |                         |                         |                         |                         |
| Die Abenteuer der jungen Jedi | YJA                               |                   |                                    |                   |                                   |                   |                         |               |                                |               |                          |               |                          |                          |                          |                          |                          |                          |                          |                         |                         |                         |                         |                         |                         |                         |                         |                   |                   |                   |                         |                         |                         |                         |
| The Clone Wars (+ Kinofilm) |                                   |                   |                                    |                   |                                   |                   |                         |               |                                | TCW           | TCW                      | TCW           |                          |                          |                          |                          |                          |                          |                          |                         |                         |                         |                         |                         |                         |                         |                         |                   |                   |                   |                         |                         |                         |                         |
| The Bad Batch |                                   |                   |                                    |                   |                                   |                   |                         |               |                                |               |                          | TBB           | TBB                      |                          |                          |                          |                          |                          |                          |                         |                         |                         |                         |                         |                         |                         |                         |                   |                   |                   |                         |                         |                         |                         |
| Rebels |                                   |                   |                                    |                   |                                   |                   |                         |               |                                |               |                          |               |                          |                          |                          |                          |                          |                          |                          | Rebels                  | Rebels                  |                         |                         |                         |                         |                         | b)                      |                   |                   |                   |                         |                         |                         |                         |
| Resistance |                                   |                   |                                    |                   |                                   |                   |                         |               |                                |               |                          |               |                          |                          |                          |                          |                          |                          |                          |                         |                         |                         |                         |                         |                         |                         |                         |                   |                   |                   | Resistance              | Resistance              | Resistance              | Resistance              |
| The Acolyte |                                   |                   | c)                                 |                   | TA                                |                   |                         |               |                                |               |                          |               |                          |                          |                          |                          |                          |                          |                          |                         |                         |                         |                         |                         |                         |                         |                         |                   |                   |                   |                         |                         |                         |                         |
| Obi-Wan-Kenobi |                                   |                   |                                    |                   |                                   |                   |                         |               |                                |               |                          |               |                          |                          |                          |                          |                          | K                        |                          |                         |                         |                         |                         |                         |                         |                         |                         |                   |                   |                   |                         |                         |                         |                         |
| Andor |                                   |                   |                                    |                   |                                   |                   |                         |               |                                |               |                          |               |                          |                          |                          |                          |                          |                          |                          | Andor                   | Andor                   |                         |                         |                         |                         |                         |                         |                   |                   |                   |                         |                         |                         |                         |
| The Mandalorian |                                   |                   |                                    |                   |                                   |                   |                         |               |                                |               |                          |               |                          |                          |                          |                          |                          |                          |                          |                         |                         |                         |                         |                         |                         |                         |                         |                   | M                 |                   |                         |                         |                         |                         |
| Das Buch von Boba Fett |                                   |                   |                                    |                   |                                   |                   |                         |               |                                |               |                          |               |                          |                          |                          |                          |                          |                          |                          |                         |                         |                         |                         |                         |                         | c)                      | c)                      |                   | BF                |                   |                         |                         |                         |                         |
| Ahsoka |                                   |                   |                                    |                   |                                   |                   |                         |               |                                |               |                          |               |                          |                          |                          |                          |                          |                          |                          |                         |                         |                         |                         |                         |                         |                         |                         |                   | A                 |                   |                         |                         |                         |                         |
| Skeleton Crew |                                   |                   |                                    |                   |                                   |                   |                         |               |                                |               |                          |               |                          |                          |                          |                          |                          |                          |                          |                         |                         |                         |                         |                         |                         |                         |                         |                   | SC                |                   |                         |                         |                         |                         |
| Ära | Die Hohe Republik                 | Die Hohe Republik | Die Hohe Republik                  | Die Hohe Republik | Die Hohe Republik                 | Die Hohe Republik | Fall der Jedi           | Fall der Jedi | Fall der Jedi                  | Fall der Jedi | Fall der Jedi            | Fall der Jedi | Herrschaft des Imperiums | Herrschaft des Imperiums | Herrschaft des Imperiums | Herrschaft des Imperiums | Herrschaft des Imperiums | Herrschaft des Imperiums | Herrschaft des Imperiums | Zeitalter der Rebellion | Zeitalter der Rebellion | Zeitalter der Rebellion | Zeitalter der Rebellion | Zeitalter der Rebellion | Zeitalter der Rebellion | Zeitalter der Rebellion | Zeitalter der Rebellion | Die Neue Republik | Die Neue Republik | Die Neue Republik | Aufstieg der 1. Ordnung | Aufstieg der 1. Ordnung | Aufstieg der 1. Ordnung | Aufstieg der 1. Ordnung |
| \| \| Prequel-Trilogie (Episoden I–III) \| \| Original-Trilogie (Episoden IV–VI) \| \| Sequel-Trilogie (Episoden VII–IX) \| \| A-Star-Wars-Story-Filme \| \| (kanonische) Animations-Serien \| \| (kanonische) Real-Serien \| |                                   |                   |                                    |                   |                                   |                   |                         |               |                                |               |                          |               |                          |                          |                          |                          |                          |                          |                          |                         |                         |                         |                         |                         |                         |                         |                         |                   |                   |                   |                         |                         |                         |                         |
| Die Folgen der Serien Die Mächte des Schicksals und Geschichten der Jedi spielen jeweils zu unterschiedlichen Zeitpunkten, sodass eine Auflistung in der Tabelle nicht sinnvoll möglich ist. Ebenfalls nicht aufgelistet sind Miniserien, Kurzgeschichten, Comics, Bücher und andere Begleitwerke des offiziellen Star-Wars-Kanons sowie der Themenpark Star Wars: Galaxy’s Edge (zwischen VIII und IX). Zur schematischen Einordnung der Handlungen wird die fiktive Zeitrechnung des Star-Wars-Universums verwendet. Diese unterscheidet zwischen den Jahren vor der Schlacht von Yavin (VSY) und nach der Schlacht von Yavin (NSY). Die Schlacht von Yavin IV bildet das Ende von Krieg der Sterne (1977), bei dem Luke Skywalker und die Rebellenallianz den ersten Todesstern zerstören. |                                   |                   |                                    |                   |                                   |                   |                         |               |                                |               |                          |               |                          |                          |                          |                          |                          |                          |                          |                         |                         |                         |                         |                         |                         |                         |                         |                   |                   |                   |                         |                         |                         |                         |
| a) Prolog, b) Epilog, c) Rückblenden |                                   |                   |                                    |                   |                                   |                   |                         |               |                                |               |                          |               |                          |                          |                          |                          |                          |                          |                          |                         |                         |                         |                         |                         |                         |                         |                         |                   |                   |                   |                         |                         |                         |                         |
| | Prequel-Trilogie (Episoden I–III) |                   | Original-Trilogie (Episoden IV–VI) |                   | Sequel-Trilogie (Episoden VII–IX) |                   | A-Star-Wars-Story-Filme |               | (kanonische) Animations-Serien |               | (kanonische) Real-Serien |               |                          |                          |                          |                          |                          |                          |                          |                         |                         |                         |                         |                         |                         |                         |                         |                   |                   |                   |                         |                         |                         |                         |

### Figuren
Hauptfiguren
- Rey (Daisy Ridley), Schrottsammlerin vom Wüstenplaneten Jakku, in der die Macht besonders stark ist und die sich auf den Weg begeben hat, von Luke Skywalker in den Lehren der Jedi ausgebildet zu werden, beständig auf der Suche nach ihrer eigenen Vergangenheit und ihrem Platz in der Galaxis.
- Luke Skywalker (Mark Hamill), ein mächtiger Jedi-Meister, der sich seit 6 Jahren im selbstauferlegten Exil auf dem Planeten Ahch-To befindet, nachdem sein ehemaliger Schüler Ben Solo die durch ihn aufgebaute neue Jedi-Akademie zerstörte und sich gegen ihn wandte, ist durch tiefgreifende Konflikte, Vorwürfe und Einsamkeit gezeichnet, während die Galaxis ihn mehr denn je braucht.
- Ben Solo/Kylo Ren (Adam Driver), Schüler des Obersten Anführers Snoke, Sohn von Han Solo und Leia Organa, Neffe von Luke Skywalker, ist nach der Ermordung seines Vaters der dunklen Seite endgültig verfallen und trotz seiner anarchistischen Art fest entschlossen, nun auch Luke Skywalker ein Ende zu bereiten.
- Leia Organa (Carrie Fisher), General und Anführerin des Widerstands, ehemalige Prinzessin von Alderaan, ist durch die Erste Ordnung und ihren eigenen Sohn Kylo Ren beständig in die Defensive gedrängt und ohne die Hilfe ihres Bruders Luke Skywalker schwinden die Chancen des Widerstands immer weiter.
- Poe Dameron (Oscar Isaac), bester X-Flügler-Pilot des Widerstands, der fest entschlossen ist, die Erste Ordnung durch direkte Konfrontation zu besiegen, ist eine der Schlüsselfiguren im Kampf des Widerstands.
- Finn (John Boyega), Überläufer der Ersten Ordnung und Mitverantwortlicher für die Vernichtung der Starkiller-Basis, begibt sich zusammen mit Rose Tico auf die Suche nach einem Code-Knacker, der die Fähigkeiten besitzen soll, sie unbemerkt an Bord des Supersternenzerstörers des Obersten Anführers Snoke zu bringen.
- Snoke (Andy Serkis), macht- und doch geheimnisvoller Oberster Anführer der Ersten Ordnung, der besessen davon ist, Luke Skywalker und damit die letzten Überbleibsel des Jedi-Ordens zu vernichten.
- Armitage Hux (Domhnall Gleeson), General und ehemaliger Führer der Starkiller-Basis, der sich innerhalb der Ersten Ordnung einen mehr oder weniger offenen Machtkampf mit Kylo Ren um die zweitwichtigste Position der Ersten Ordnung liefert.
- Rose Tico (Kelly Marie Tran), Wartungsarbeiterin des Widerstands, die auf Finn trifft und mit ihm versucht, durch die Infiltration von Snokes Kommandoschiff die Flucht der verbündeten Truppen zu ermöglichen.
- Amilyn Holdo (Laura Dern), Vizeadmiral und nach Leia eine der ranghöchsten Anführerinnen des Widerstands, die mit ruhiger Hand versucht, die Flucht vor der Ersten Ordnung zu koordinieren.
- BB-8, einfallsreicher Astromech-Droide, der hauptsächlich Poe Dameron und Finn zur Seite steht und diese im Kampf gegen die Erste Ordnung unterstützt.
- „DJ“ (Benicio del Toro), ein zwielichtiger Code-Knacker, der Rose und Finn hilft, von Canto Bight zu fliehen und unbemerkt an Bord des Schiffes des Obersten Anführers Snoke zu gelangen, um den überlebenden Truppen des Widerstands durch Sabotage des Schiffes zur Flucht zu verhelfen.

Nebenfiguren
- Chewbacca (Joonas Suotamo), Wookiee, alter Freund von Han Solo, Leia Organa und Luke Skywalker und ausgezeichneter Pilot, begleitet Rey auf ihrer Reise zu Luke Skywalker und darüber hinaus.
- Captain Phasma (Gwendoline Christie), Kommandantin der Sturmtruppen der Ersten Ordnung und ehemalige Befehlshaberin von Finn, der bis vor Kurzem noch Teil der Sturmtruppen war.
- C-3PO (Anthony Daniels), ein humanoider Protokolldroide, der die meisten Abenteuer seit der Ausbildung Anakin Skywalkers zum Jedi miterlebt hat, meist mit seinem Freund und Begleiter R2-D2 an seiner Seite, ist weiterhin im Dienste von Leia Organa.
- R2-D2 (Jimmy Vee), Astromechdroide, der nach dem Aufwachen aus dem Energiesparmodus dem Widerstand den Weg zu Skywalkers Aufenthaltsort aufzeigte und anschließend Rey und Chewbacca begleitet, seinen alten Freund um Hilfe zu ersuchen.
- Kaydel Ko Connix (Billie Lourd), Lieutenant und wichtiger Bestandteil des Widerstands, deren Hauptaufgabe darin besteht, die Kommunikation zwischen eingesetzten Truppen und den Anführern des Widerstands, allen voran General Organa, zu koordinieren.
- Yoda (Frank Oz), ehemaliger Jedi-Meister, der seit 30 Jahren eins mit der Macht ist, erscheint Luke Skywalker am Baum, der die heiligen Schriften des Jedi-Ordens in sich trägt, und lehrt seinen ehemaligen Schüler, dass es Aufgabe der Jedi und nicht der Bücher sei, dieses Wissen weiterzugeben.
- Paige Tico (Veronica Ngo), eine Pilotin des Widerstands und Schwester von Rose Tico, die an Bord eines Bombers versucht, einen gigantischen Sternenzerstörer zu vernichten, der die Basis und Schiffe des Widerstands unter Beschuss genommen hat.
- Moden Canady (Mark Lewis Jones), Captain des Schlachtschiffs Fulminatrix der Ersten Ordnung, das den Angriff auf D’Qar anführt. Seine Crew ist zu seinem Unwohl jedoch jung, überheblich und unerfahren.
- Maz Kanata (Lupita Nyong’o), eine Piratin und alte Freundin von Han Solo und Chewbacca, die Poe, Finn und Rose per Hologramm den entscheidenden Tipp gibt, wie sie der Flotte der Ersten Ordnung entkommen können.
- Gial Ackbar (Tim Rose/Tom Kane), Admiral des Widerstands, koordiniert die Evakuierung der Basis des Widerstands und ist anschließend Teil der Brücke ihres Hauptschiffs, das den Truppen der Ersten Ordnung entfliehen will.
- Nien Nunb (Mike Quinn), einer der sieben X-Flügler-Piloten, die den erfolgreichen Angriff auf die Starkiller-Basis der Ersten Ordnung überlebt hatten und der weiterhin wichtiger Teil der Flotte des Widerstands ist.

### Orte
Neben den Schauplätzen an Bord diverser Raumschiffe werden im Rahmen des Films insgesamt fünf Planeten besucht, von denen die drei erstgenannten bereits im Vorgänger Das Erwachen der Macht Teil der Handlung waren.
- D’Qar, ein abgelegener, bewaldeter Planet, der zu Beginn des Filmes noch das Hauptquartier des Widerstands beheimatet. Von hier ist kurz zuvor Rey in Begleitung von Chewbacca und R2-D2 zum Aufenthaltsort von Luke Skywalker aufgebrochen. Ein Angriff der Ersten Ordnung zwingt die stationierten Truppen allerdings zur Flucht, wobei der Großteil der Basis durch direkte Treffer zerstört und schwer beschädigt wird.
- Ahch-To, ein überwiegend mit Wasser bedeckter Planet, der einige begrünte und von unterschiedlichsten Wesen bewohnte Inseln aufweist. Er diente Luke Skywalker nach der Vernichtung seiner Jedi-Akademie durch einen seiner Schüler, Ben Solo, als Ort seines selbstauferlegten Exils. Hier befinden sich zahlreiche Artefakte der Jedi, darunter ein Baum mit den ältesten heiligen Schriften des Jedi-Ordens sowie der vermutlich erste Jedi-Tempel überhaupt.
- Luke Skywalkers Jedi-Tempel. Der genaue Ort wird nicht erwähnt, jedoch ist die Zerstörung des Tempels in mehreren Rückblenden zu sehen. Es war der Ort, an dem Luke Skywalker eine neue Generation von Jedi ausbilden und den Jedi-Orden neu aufbauen wollte.
- Cantonica, ein Wüstenplanet, der die berüchtigte Spielstadt Canto Bight beheimatet, die auch eine Rennstrecke für Tierrennen besitzt. Hier tummeln sich die Superreichen, die durch Waffenverkäufe an alle Parteien der Galaxis ein Vermögen gemacht haben.
- Crait, eine nicht mehr bewohnte Mineralwelt mit roter Oberfläche, die von einer Schicht aus weißem Salz überzogen ist. Hier befindet sich ein alter Außenposten der Rebellenallianz, der dem Widerstand als letzter Zufluchtsort vor den Truppen der Ersten Ordnung dient.

## Produktion

### Projektentwicklung und Vorproduktion

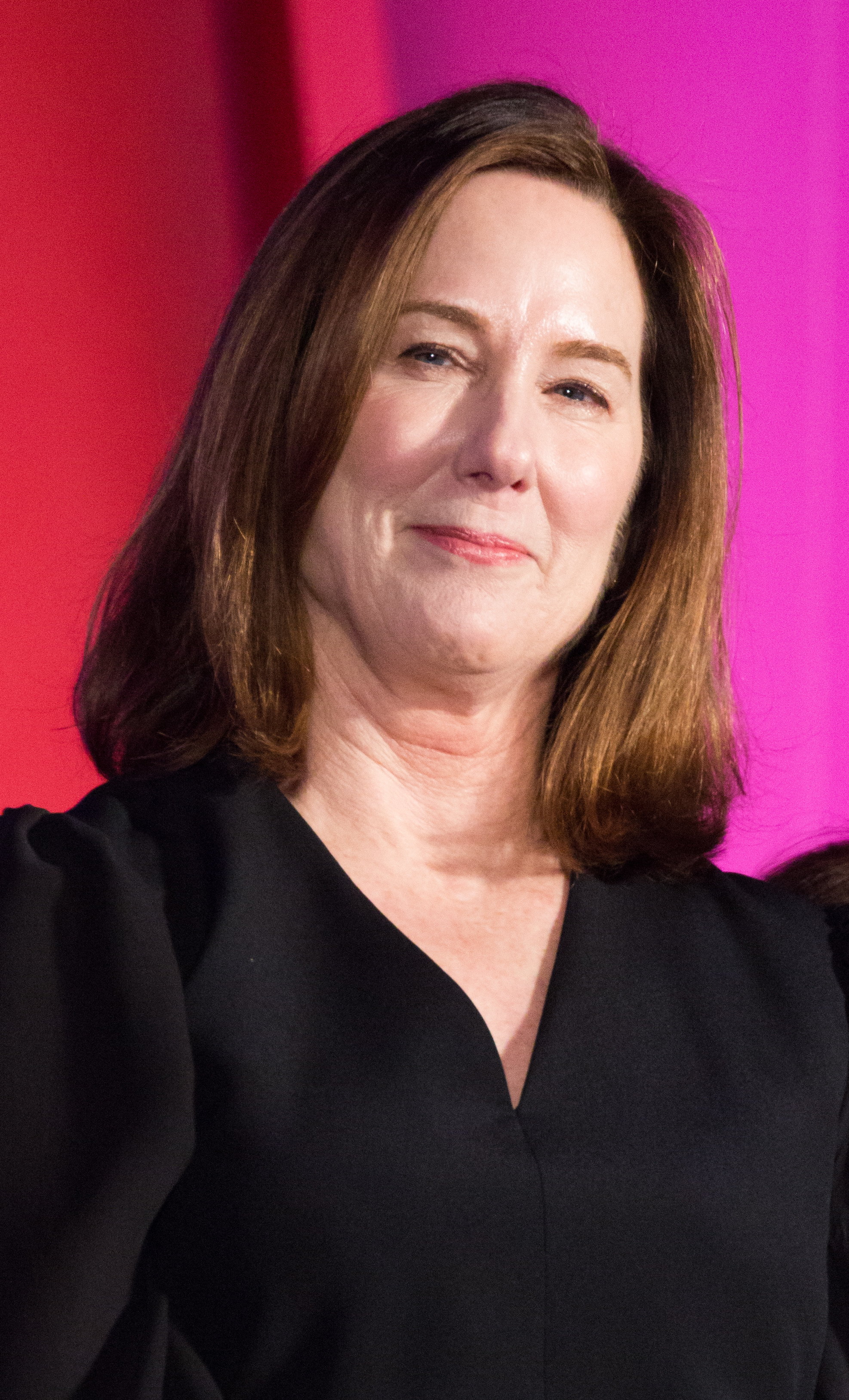
Präsidentin von Lucasfilm und Produzentin Kathleen Kennedy, 2017

Im Oktober 2012 verkaufte Star-Wars-Erfinder George Lucas seine Produktionsfirma Lucasfilm, und mit ihr unter anderem auch die Rechte an Star Wars, an Disney. In der Folge wurde eine neue Star-Wars-Trilogie angekündigt. Im August 2014 wurde bekanntgegeben, dass Rian Johnson für Drehbuch und Regie für Die letzten Jedi verantwortlich sein werde. Als Produzenten wurden Ram Bergman, langjähriger Partner Johnsons, sowie Lucasfilm-Präsidentin Kathleen Kennedy bestätigt, J. J. Abrams verblieb als Executive Producer. Kurz bevor George Lucas die Rechte an seiner Marke an Disney verkauft hatte, arbeitete er an Ideen für eine neue Trilogie. Einige davon, in der beispielsweise Luke Skywalker in Einsamkeit in einem alten Jedi-Tempel lebt und schlussendlich eine junge Jedi namens Kira ausbildet, finden sich in der finalen Version Johnsons wieder, ohne dass Lucas an dessen Entstehung beteiligt war.
Da die Arbeiten an der Handlung vom direkten Vorgänger Das Erwachen der Macht noch nicht abgeschlossen waren, arbeitete Johnson eng mit J. J. Abrams zusammen, der Regie führte und gemeinsam mit Lawrance Kasdan das Drehbuch des Vorgängers schrieb. Während der Arbeiten am Drehbuch und der Dreharbeiten stand Johnson zudem eng mit der sogenannten Lucasfilm Story Group in Kontakt, deren Aufgabe darin besteht, die Kontinuität aller durch Lucasfilm veröffentlichten Werke innerhalb des Star-Wars-Universums zu gewährleisten. Außerdem tauschte er mit einigen der Darsteller und Mitglieder der Crew Ideen aus und verbesserte mit ihnen gemeinsam die Dialoge. So war Carrie Fisher beispielsweise maßgeblich an den Dialogen ihrer Figur Leia Organa beteiligt, auch Laura Dern steuerte finale Änderungen bei. Auf Fishers Anregung hin tragen mehrere Charaktere Schmuck im Film. Johnson wurde durch zahlreiche Werke, die er gemeinsam mit seinem Team während der Produktion anschaute, inspiriert, darunter Über den Dächern von Nizza (1955), Der Kommandeur (1950), Die Brücke am Kwai (1957), Three Outlaw Samurai (1964), Ein Brief, der nie ankam (1960), Aufstand in Sidi Hakim (1939) und Sahara (1943) sowie The History of Rome. Besondere Inspiration in Hinsicht auf Lukes Machtfähigkeiten zog Johnson aus dem 2010 erschienenen, nicht mehr zum offiziellen Kanon gehörenden, Buch Das Buch der Jedi, in dem unter anderem die Fähigkeit zur Machtprojektion beschrieben wurde.
Benicio del Toro bestätigte seine Beteiligung am Film im September 2015, während Kennedy im Dezember desselben Jahres verkündete, dass neben „einer Hand voll neuer“ Mitglieder die gesamte Besetzung aus Das Erwachen der Macht für die achte Episode zurückkehren würde. Im Februar 2016 wurde Laura Derns und Kelly Marie Trans Beteiligung am Film bekannt. Wenig später wurden die Namen der drei wichtigsten neuen Charaktere („DJ“, Vizeadmiral Holdo, Rose Tico) bekannt, wobei der Charakter von Rose laut Johnson den größten Anteil aller neuen Charaktere am Film habe.

Hauptdarsteller des Films
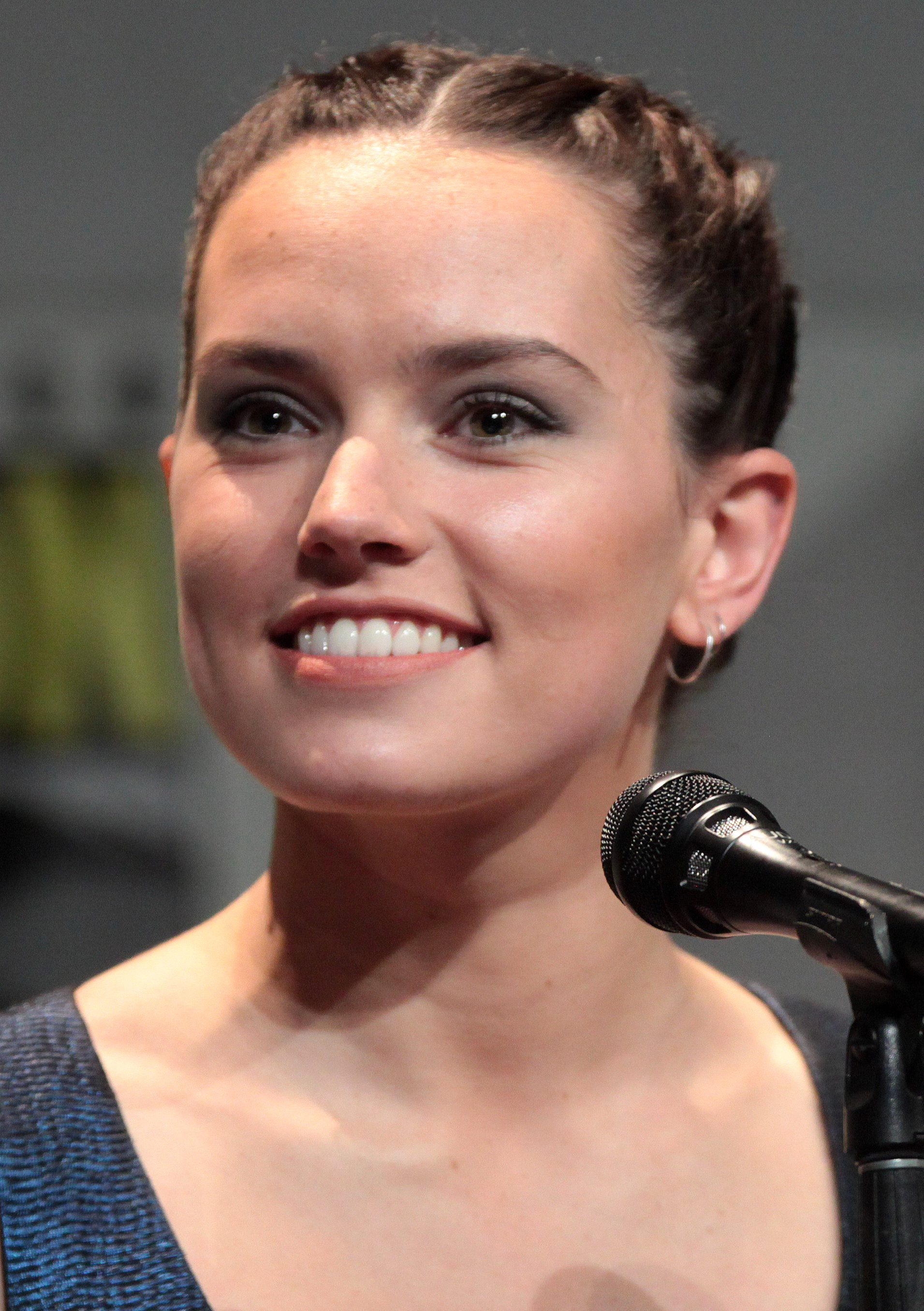
Daisy Ridley spielt Rey.
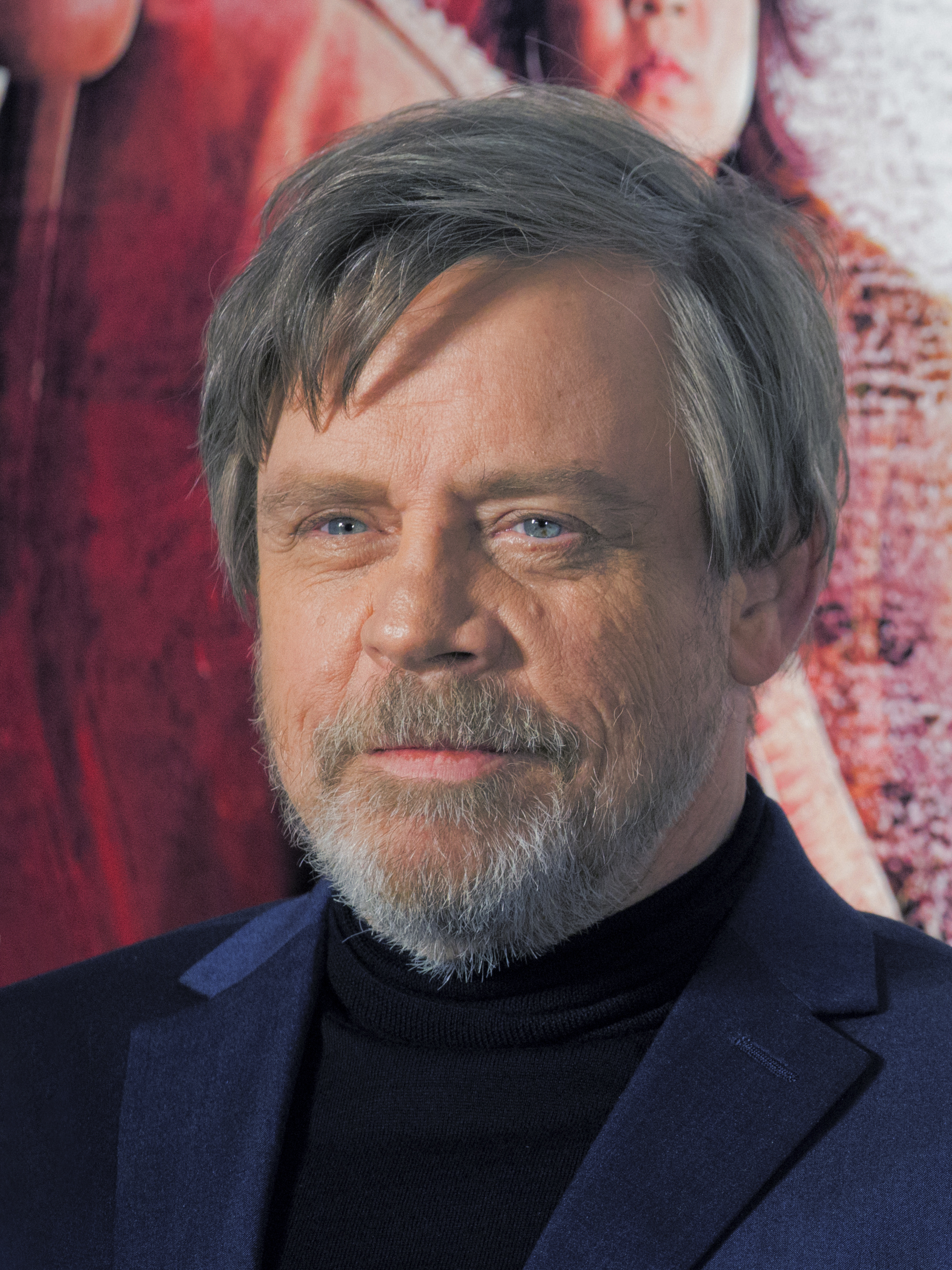
Mark Hamill spielt Luke Skywalker.
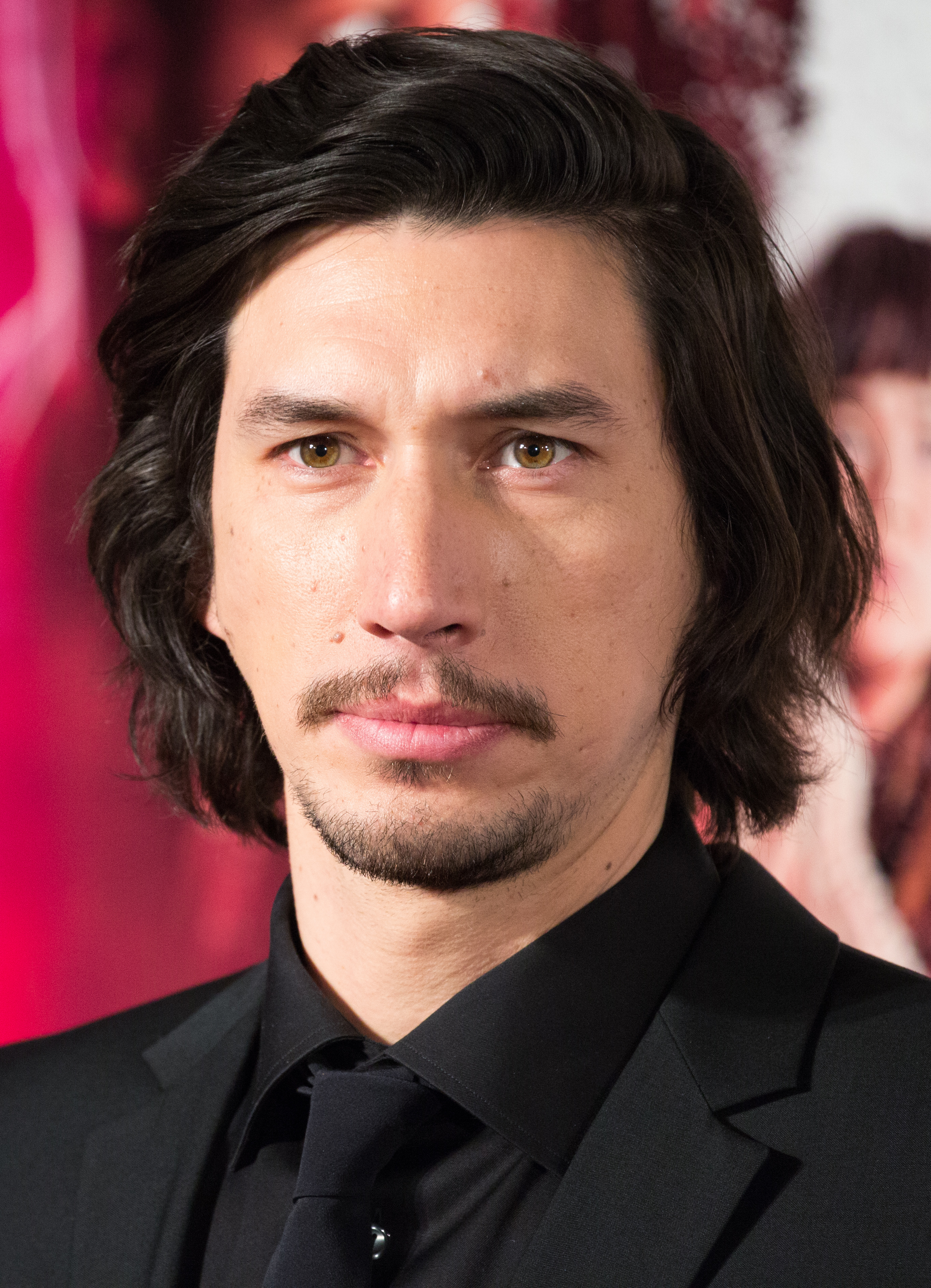
Adam Driver spielt Kylo Ren/Ben Solo.
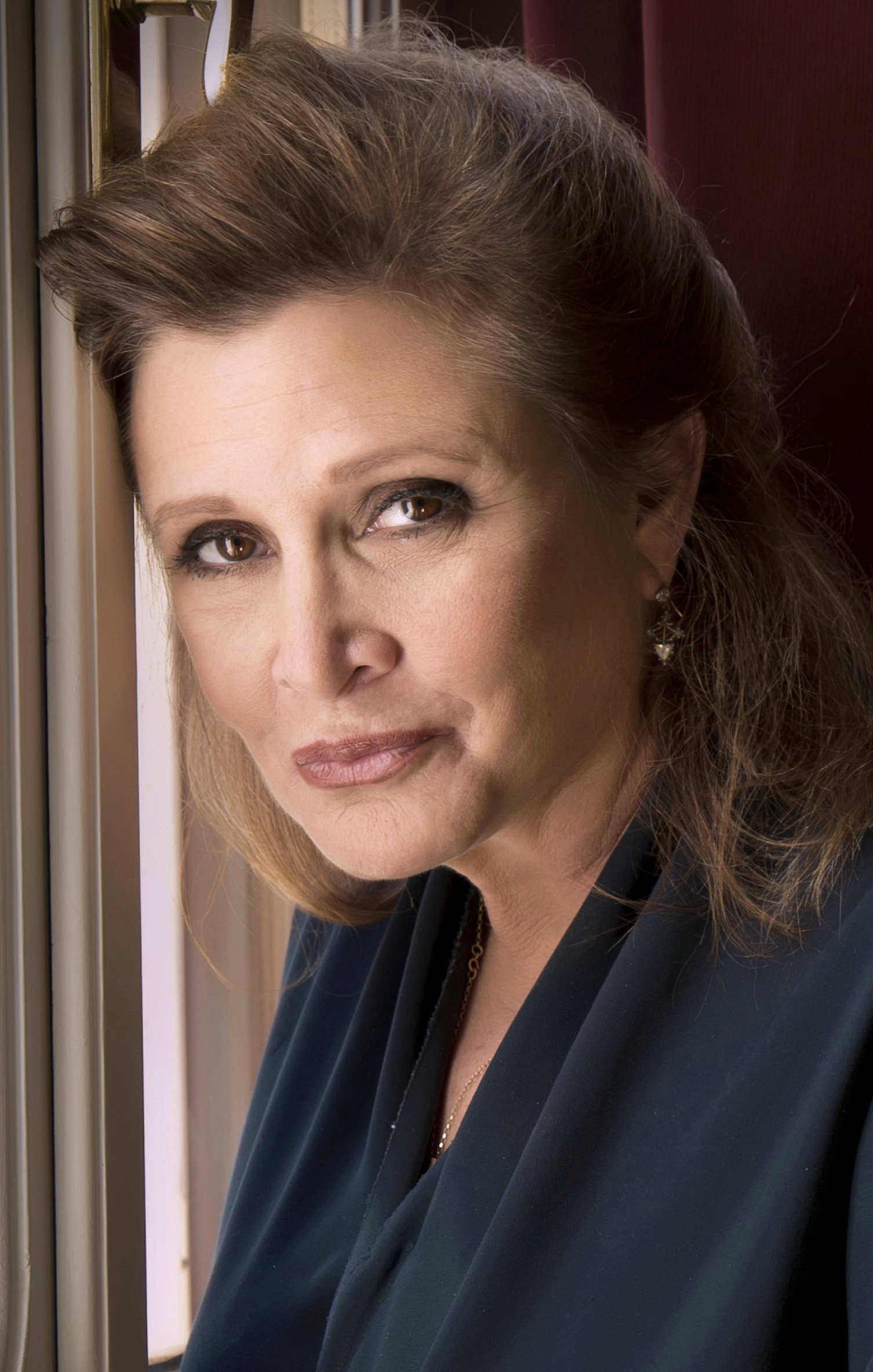
Carrie Fisher spielt Leia Organa.
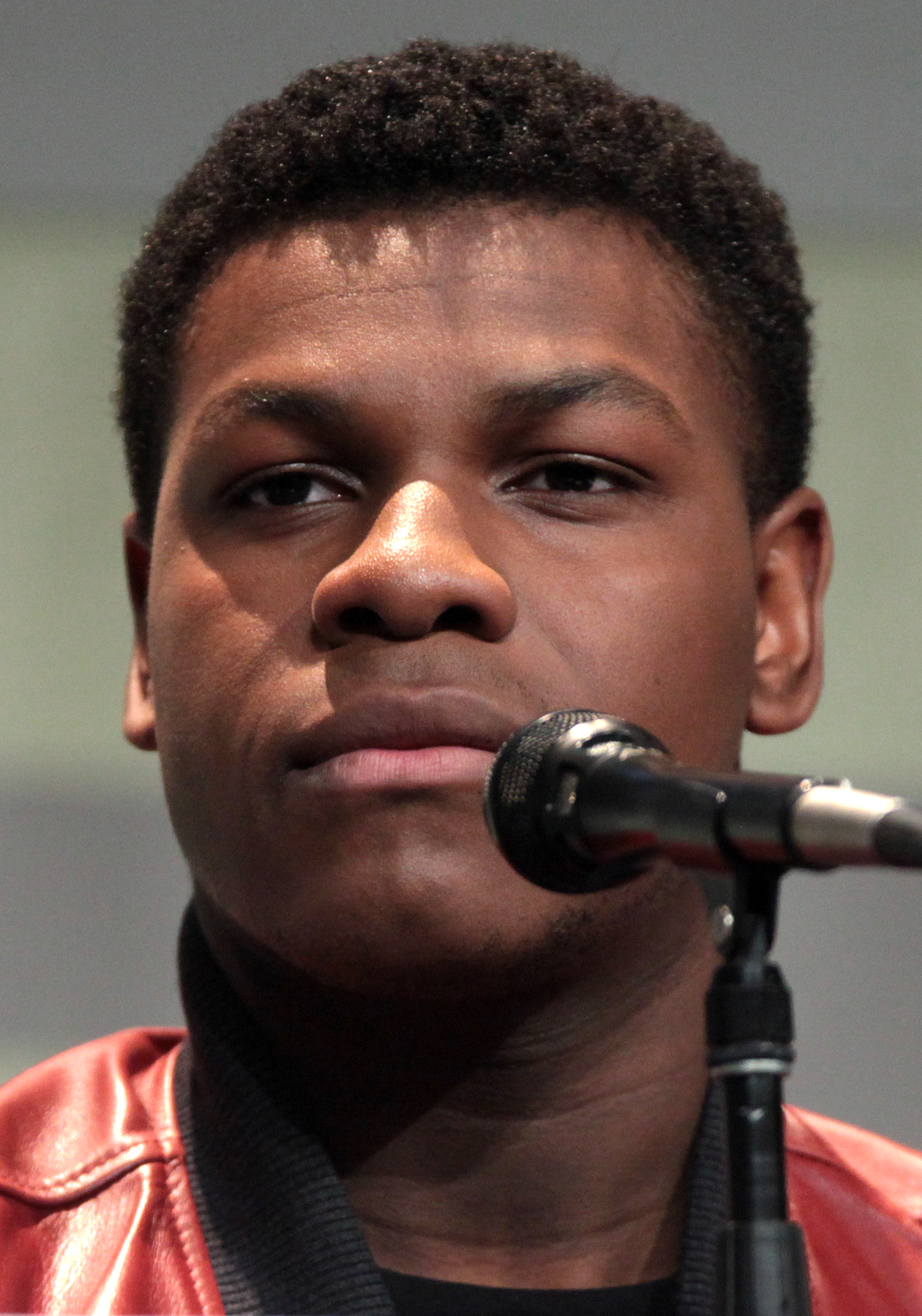
John Boyega spielt Finn.
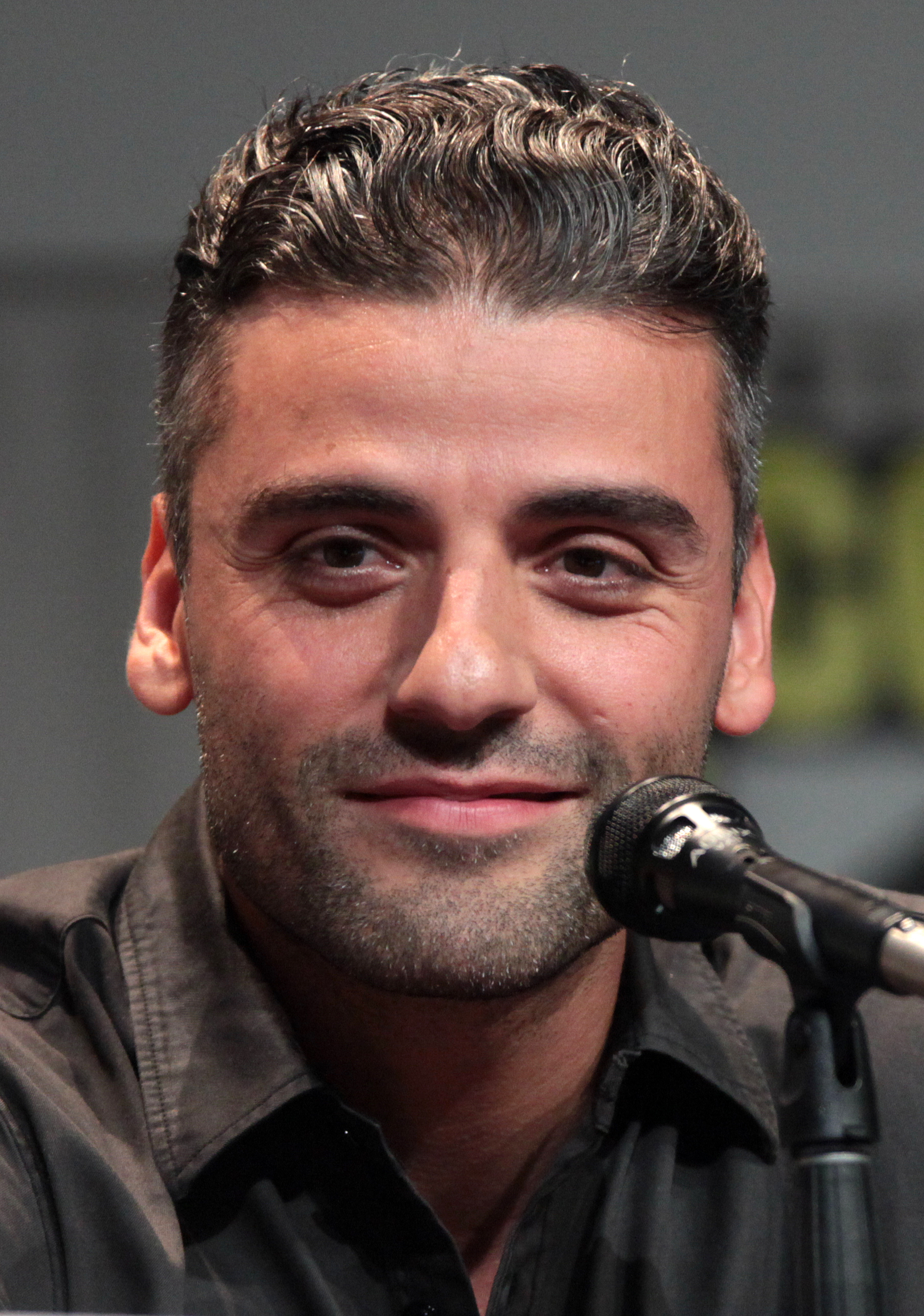
Oscar Isaac spielt Poe Dameron.
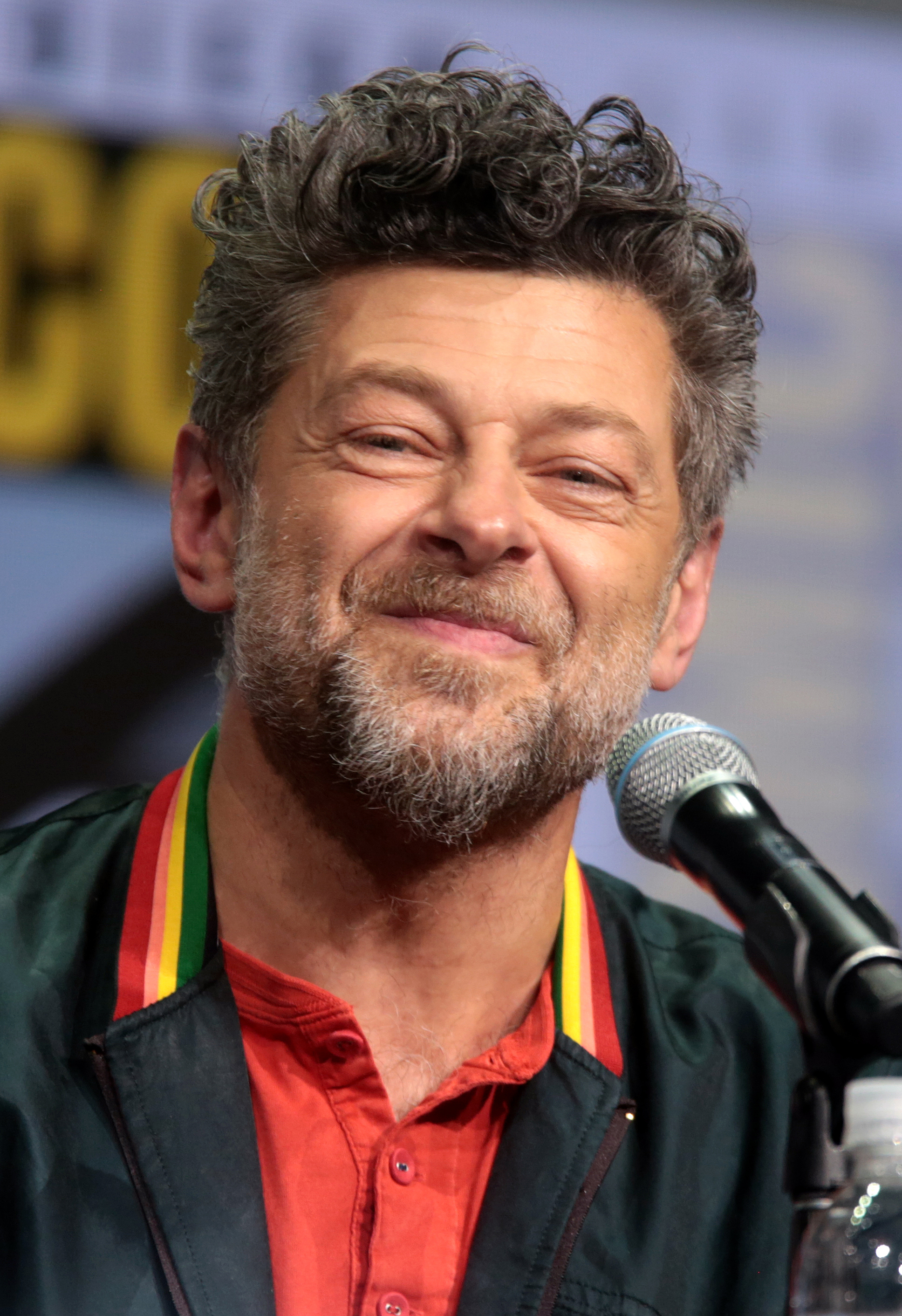
Andy Serkis spielt Snoke.
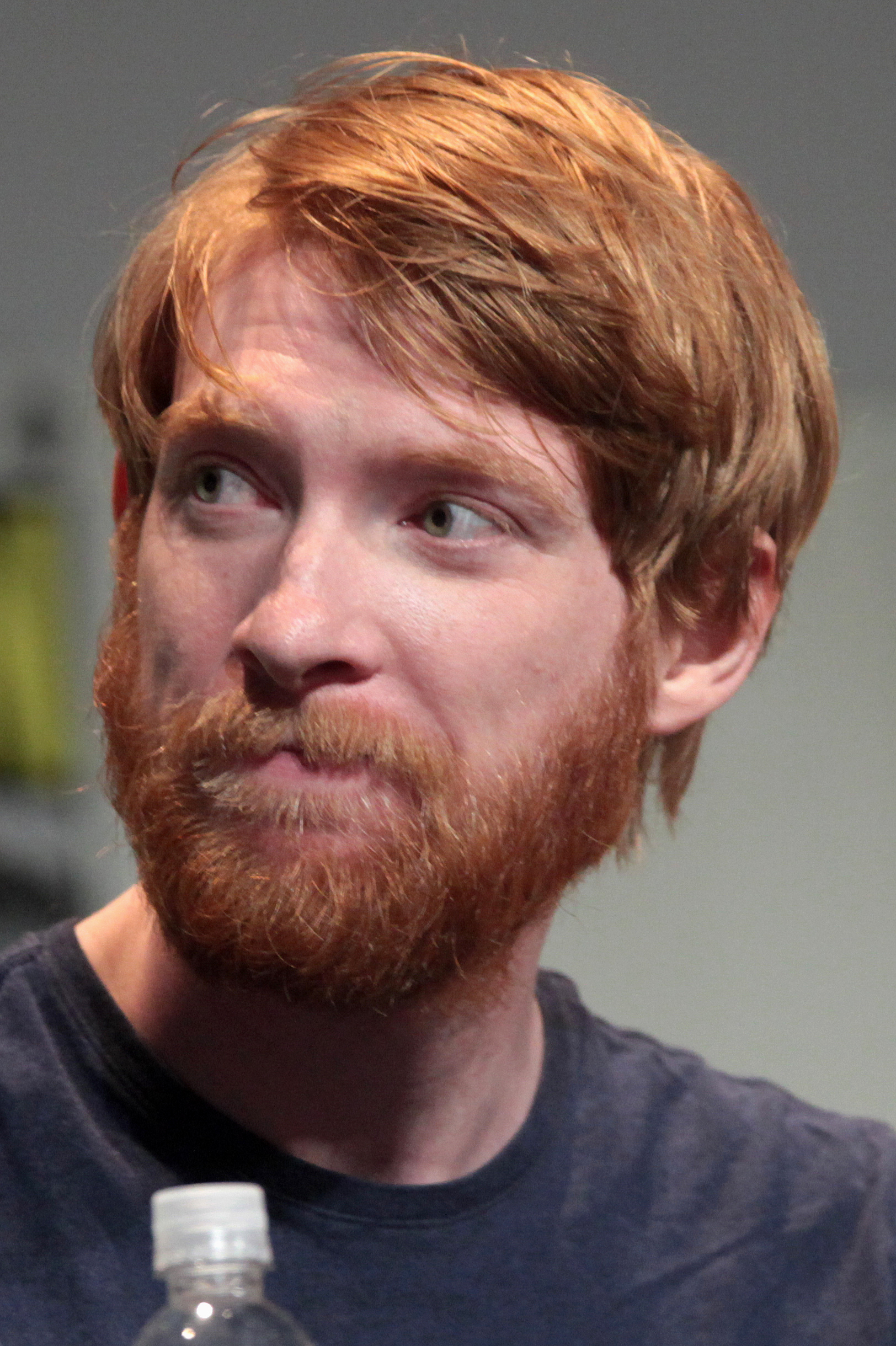
Domhnall Gleeson spielt Armitage Hux.
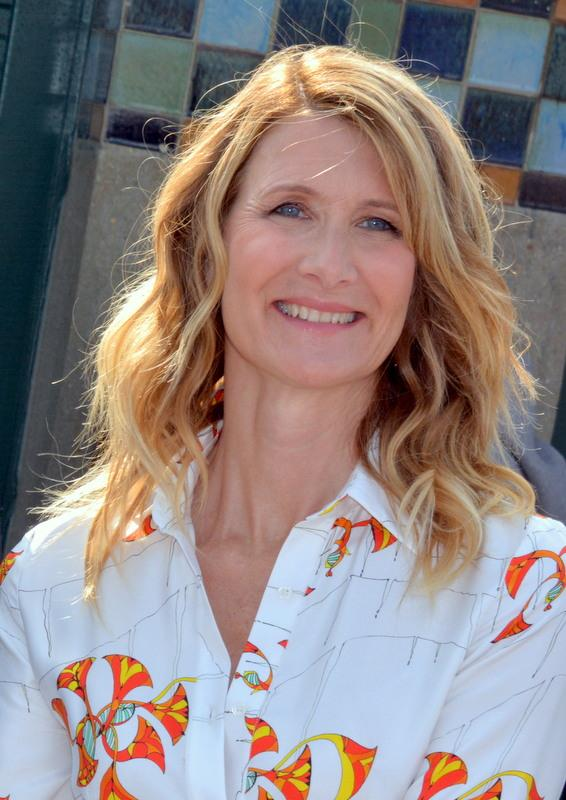
Laura Dern spielt Amyiln Holdo.
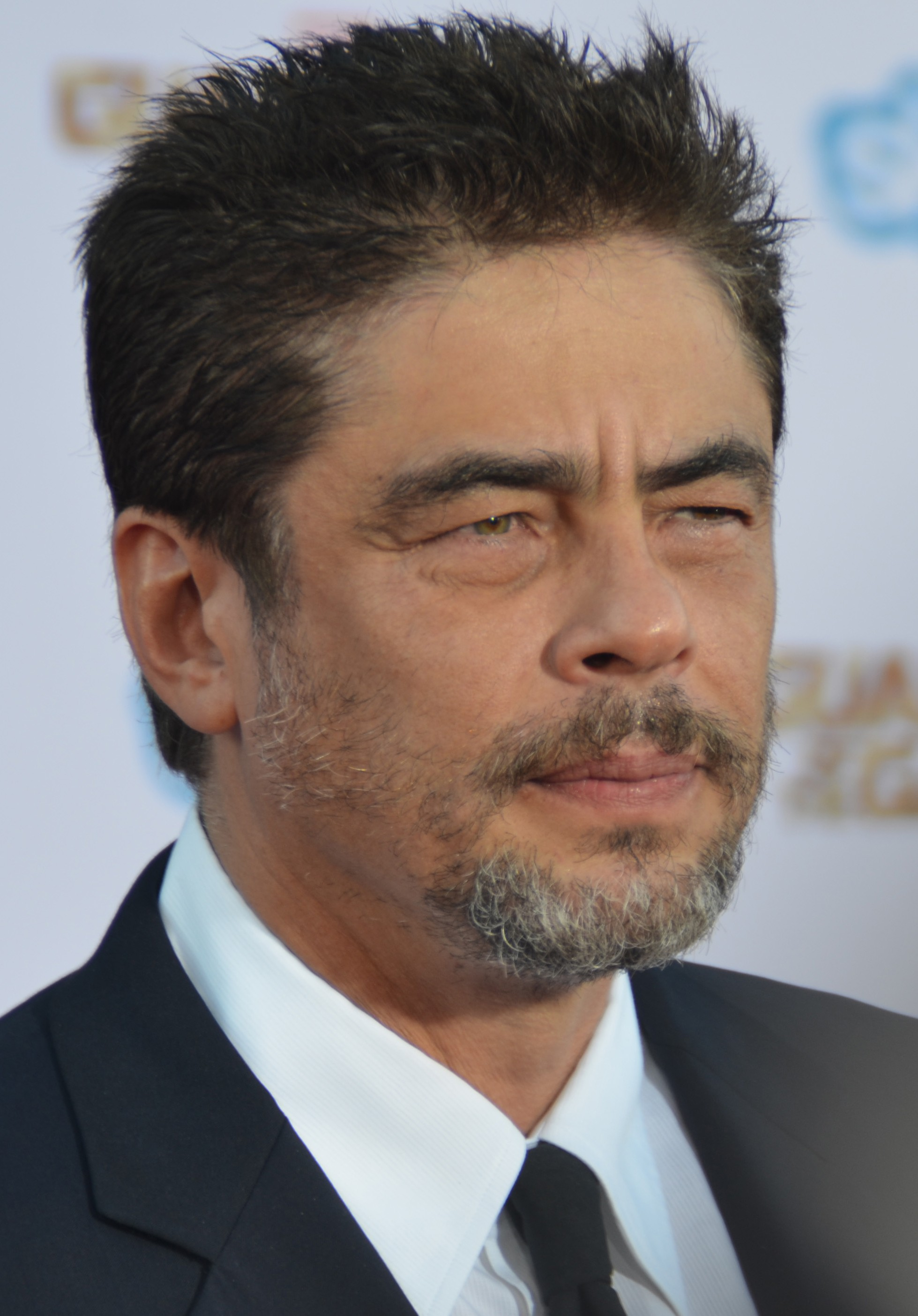
Benicio del Toro spielt DJ.
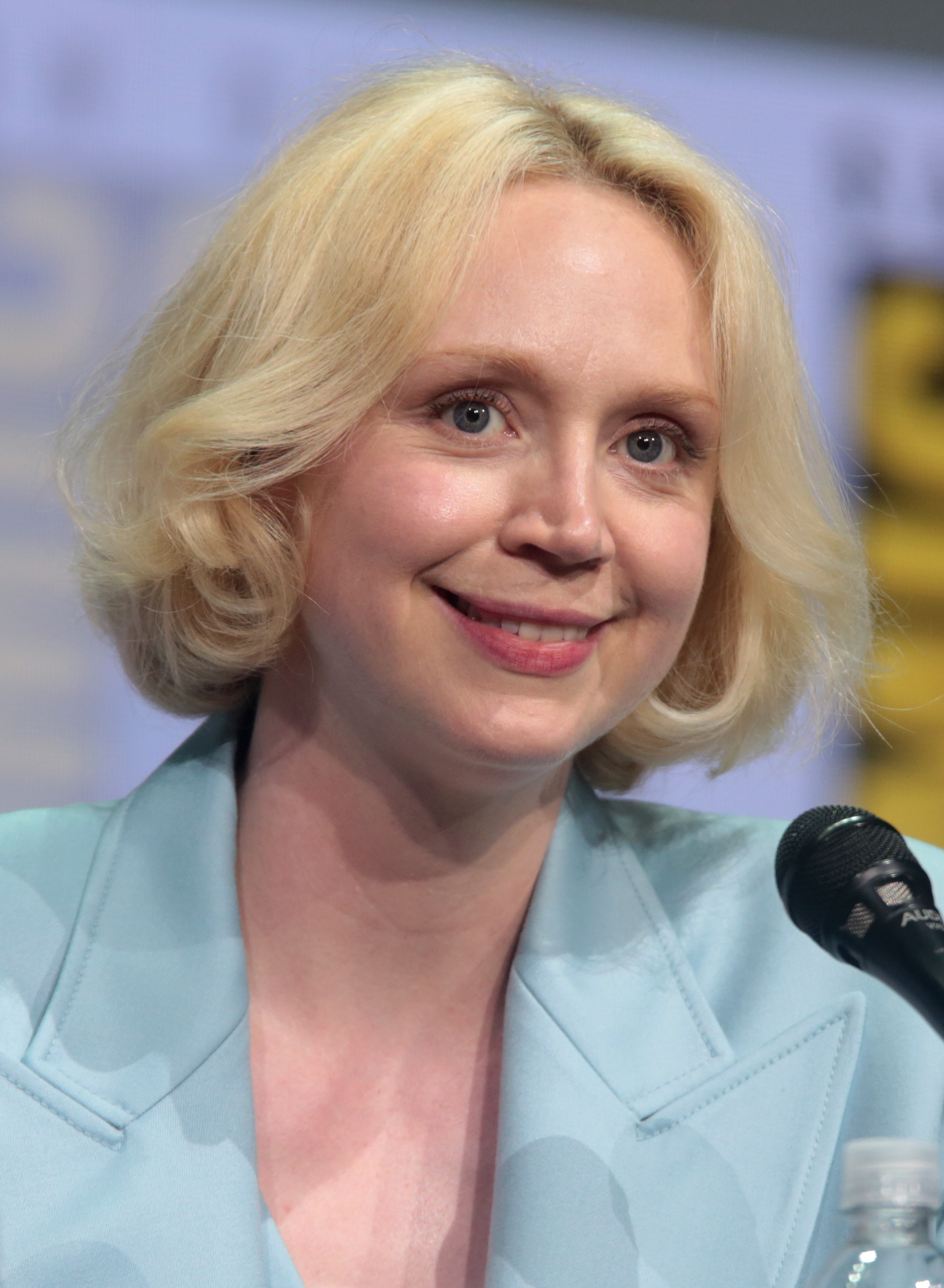
Gwendoline Christie spielt Captain Phasma.
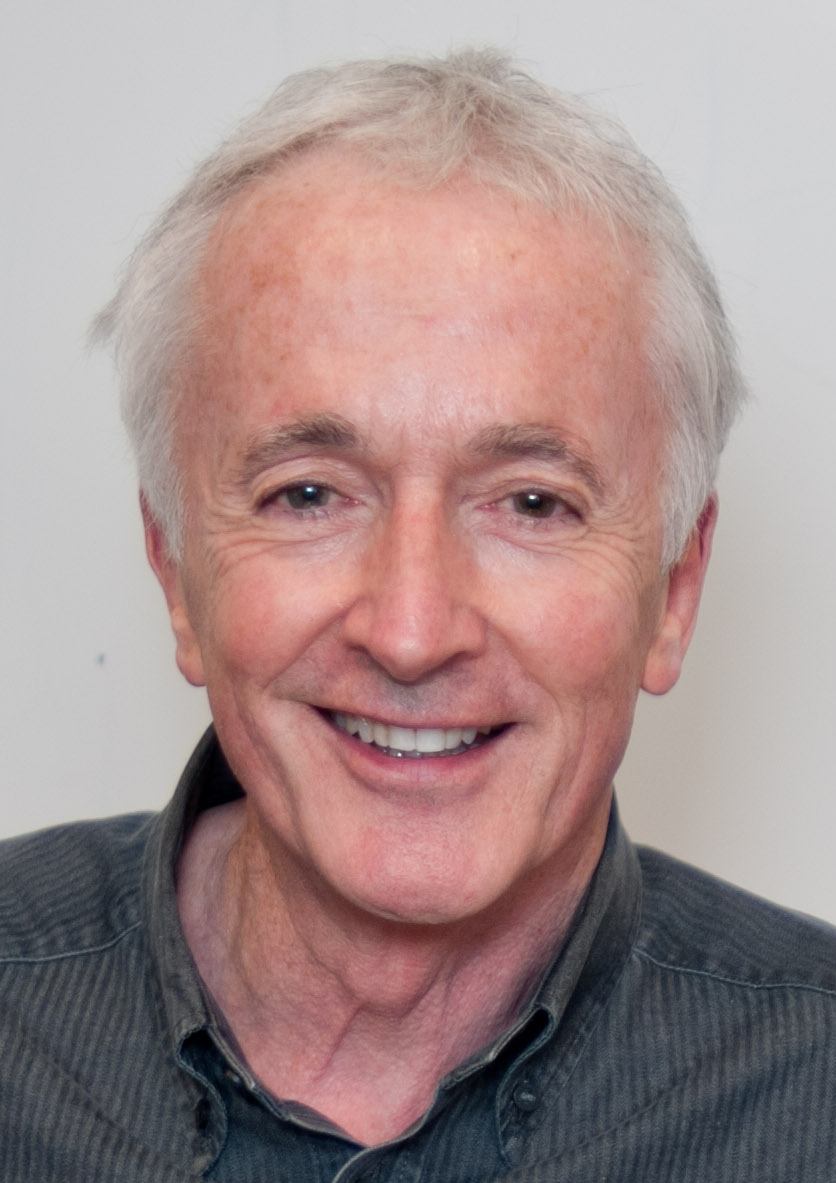
Anthony Daniels spielt C-3PO.
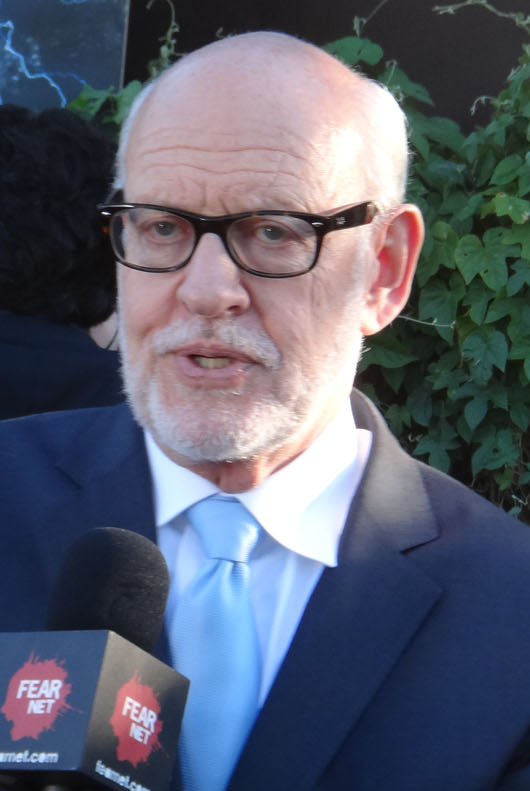
Frank Oz spielt Yoda.
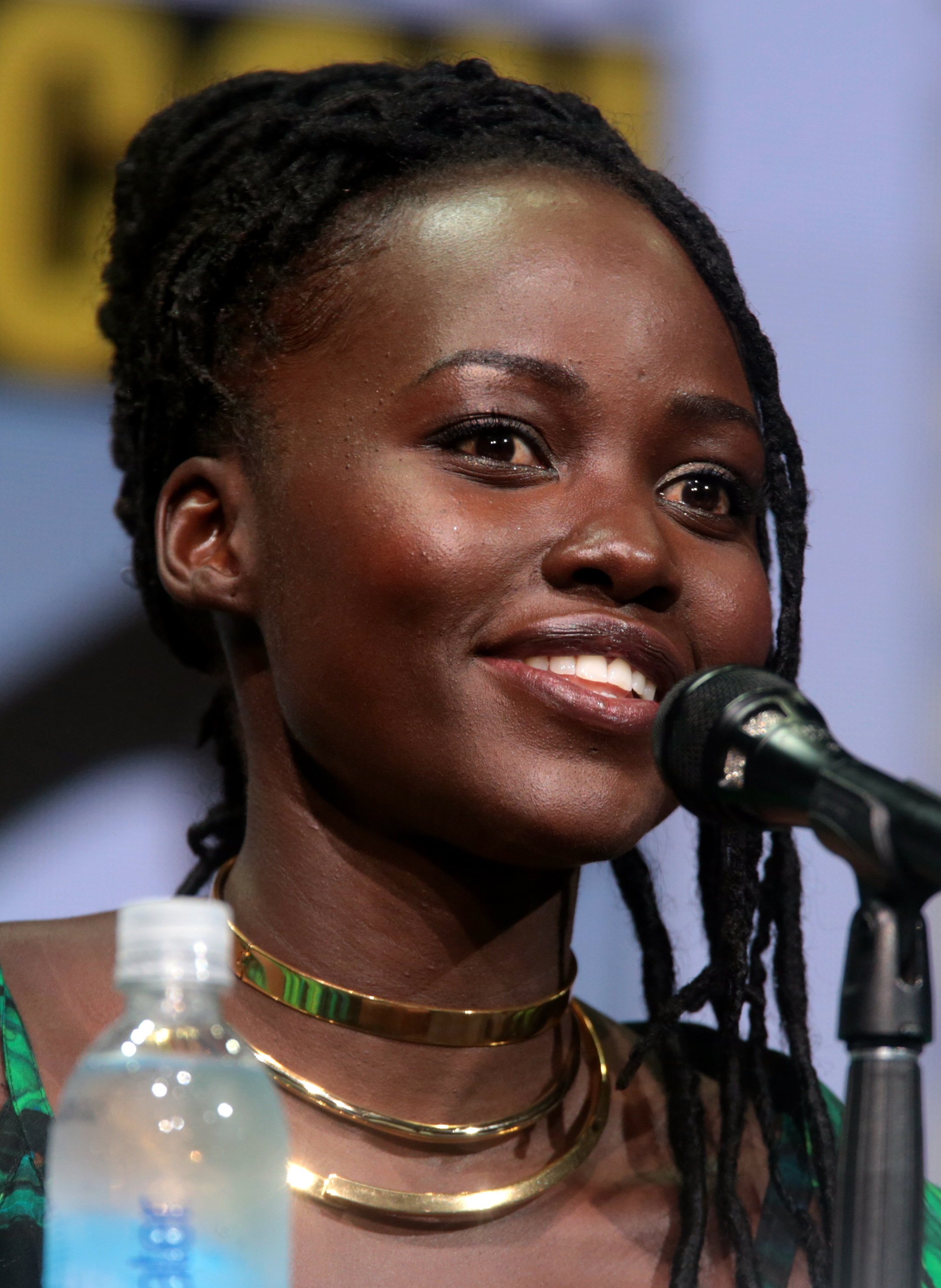
Lupita Nyong’o spielt Maz Kanata.

### Dreharbeiten

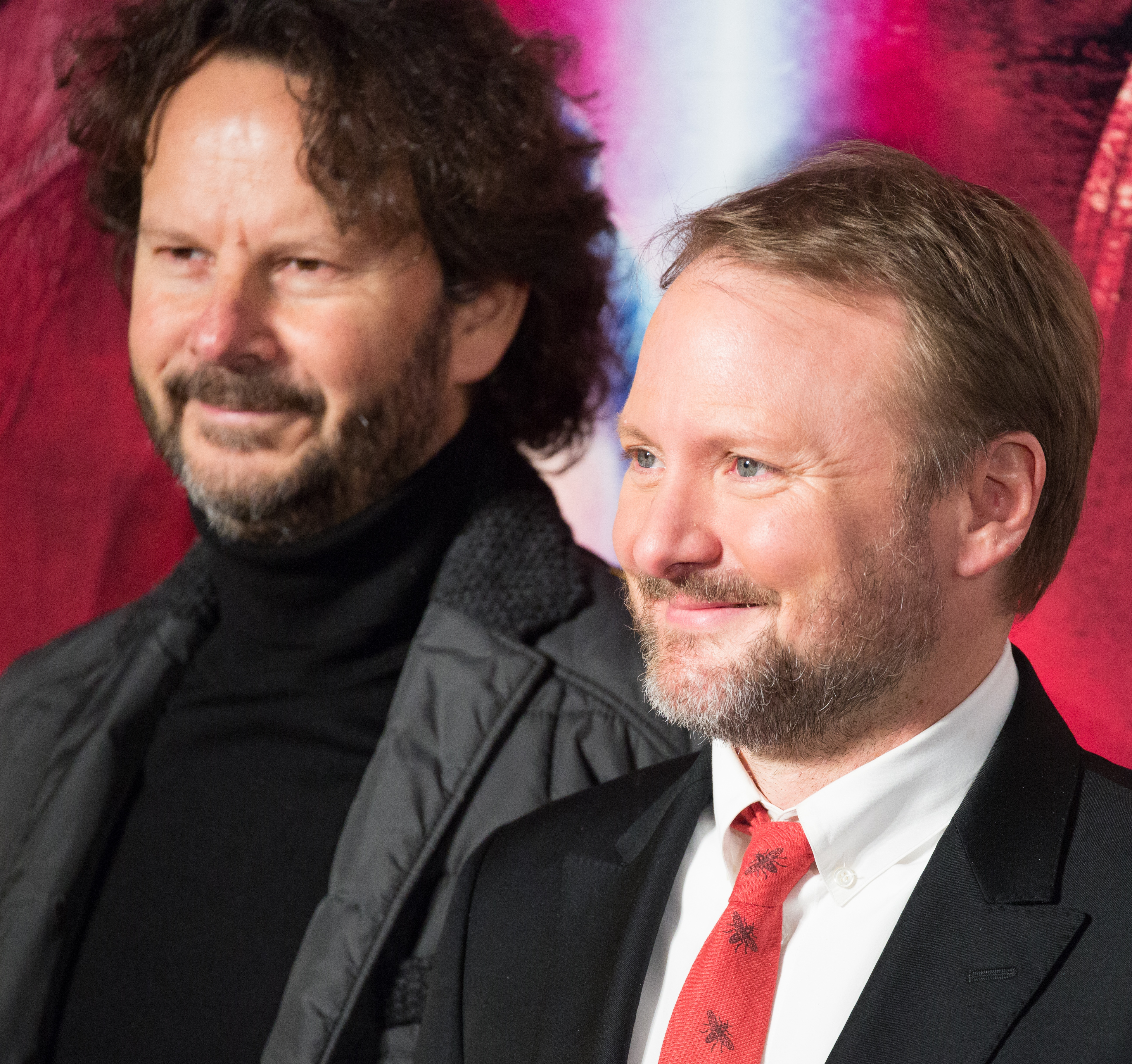
Regisseur und Drehbuchautor Rian Johnson (r.) und Produzent Ram Bergman, 2017

Die Dreharbeiten begannen im September 2015 noch während der Vorproduktion auf Skellig Michael, einer Insel vor der Küste Irlands. Aufgrund der Wetterbedingungen wären Dreharbeiten zu einem späteren Zeitpunkt schwierig zu realisieren gewesen. Die Insel diente, wie schon in Das Erwachen der Macht, als Schauplatz für den Planeten Ahch-To, auf dem sich Luke Skywalker im Exil befindet. Gedreht wurde dabei unter anderem in der historischen, ehemaligen Mönchssiedlung, die über fast 600 Stufen einer Steintreppe ohne Geländer erreichbar ist. Es gehört zu den ältesten Klöstern Irlands. Da Skellig Michael und die Nebeninseln eine der größten Basstölpelkolonien der Welt beheimatet, waren während der Dreharbeiten des Öfteren Vögel im Hintergrund zu sehen. Um diese nicht aufwendig aus dem finalen Film entfernen zu müssen, wurde die fiktive Vogelrasse der Porgs kreiert, die im Film auf der Insel leben.
Die Arbeiten in den Pinewood Studios (England) begannen im November 2015, als Production Designer fungierte Rick Heinrichs. Insgesamt wurden für den Film 180 bis 200 Kreaturen als Kostüme und Masken erstellt, von denen jedoch nicht alle im finalen Film zu sehen sind. Laut Neal Scanlan seien für keinen Star-Wars-Film zuvor so viele reale, nicht computergenerierte (CGI-)Lebewesen hergestellt und verwendet worden.
Im Januar 2016 gaben Disney and Lucasfilm bekannt, dass Die letzten Jedi nicht wie ursprünglich geplant am 26. Mai 2017 (fast auf den Tag genau 40 Jahre nach Krieg der Sterne), sondern erst im Dezember 2017 in die Kinos kommen würde.
Im Februar 2016 bestätigte Disneys CEO Bob Iger, dass die Dreharbeiten an Die letzten Jedi in den Pinewood Studios begonnen hätten. Es wurden 14 Bühnen und insgesamt 125 verschiedene Sets verwendet, an denen viele Mitarbeiter, die bereits zuvor für Das Erwachen der Macht Teil der Crew waren, arbeiteten. Im März 2016 wurde eine Woche lang in der historischen Altstadt von Dubrovnik (Kroatien) gedreht. Sie diente als Schauplatz für die Spielstadt Canto Bight, in der Finn, Rose und BB-8 auf „DJ“ treffen und nach einer Verfolgungsjagd durch die Stadt vom Planeten fliehen können. Im Mai wurde erneut in Irland gedreht. Malin Head im County Donegal und Ceann Sibeal im County Kerry (vor dessen Küste Skellig Michael liegt) dienten als zusätzliche Kulisse für den Planeten Ahch-To, da unter anderem in der mittelalterlichen Klosteranlage auf Skellig Michael keine Dreharbeiten möglich waren. Diese wurden in Ceann Sibeal nachgebaut. Mark Hamill zeigte sich zunächst überrascht über die Rolle Luke Skywalkers, welchen er verkörperte, da sie nicht seiner persönlichen Hintergrundgeschichte entsprach, die er sich in den fast 40 Jahren seit Die Rückkehr der Jedi-Ritter selbst erdacht hatte. Die Arbeit mit Rian Johnson und der finale Film überzeugten ihn jedoch. Seine ursprünglichen Zweifel seien falsch und der Zwang die eigene Komfortzone zu verlassen eine positive Erfahrung gewesen, um nicht die immergleichen Geschichten im Star-Wars-Universum zu erleben, wie Hamill einräumte. Die letzten Jedi sei ein großartiger Film geworden. Als Schauplatz für die abschließende Schlacht auf Crait diente die Salztonebene Salar de Uyuni in Bolivien. Gedreht wurde dort im Juli 2016. Am 22. Juli wurden die letzten Dreharbeiten durchgeführt.

Drehorte für Star Wars: Die letzten Jedi
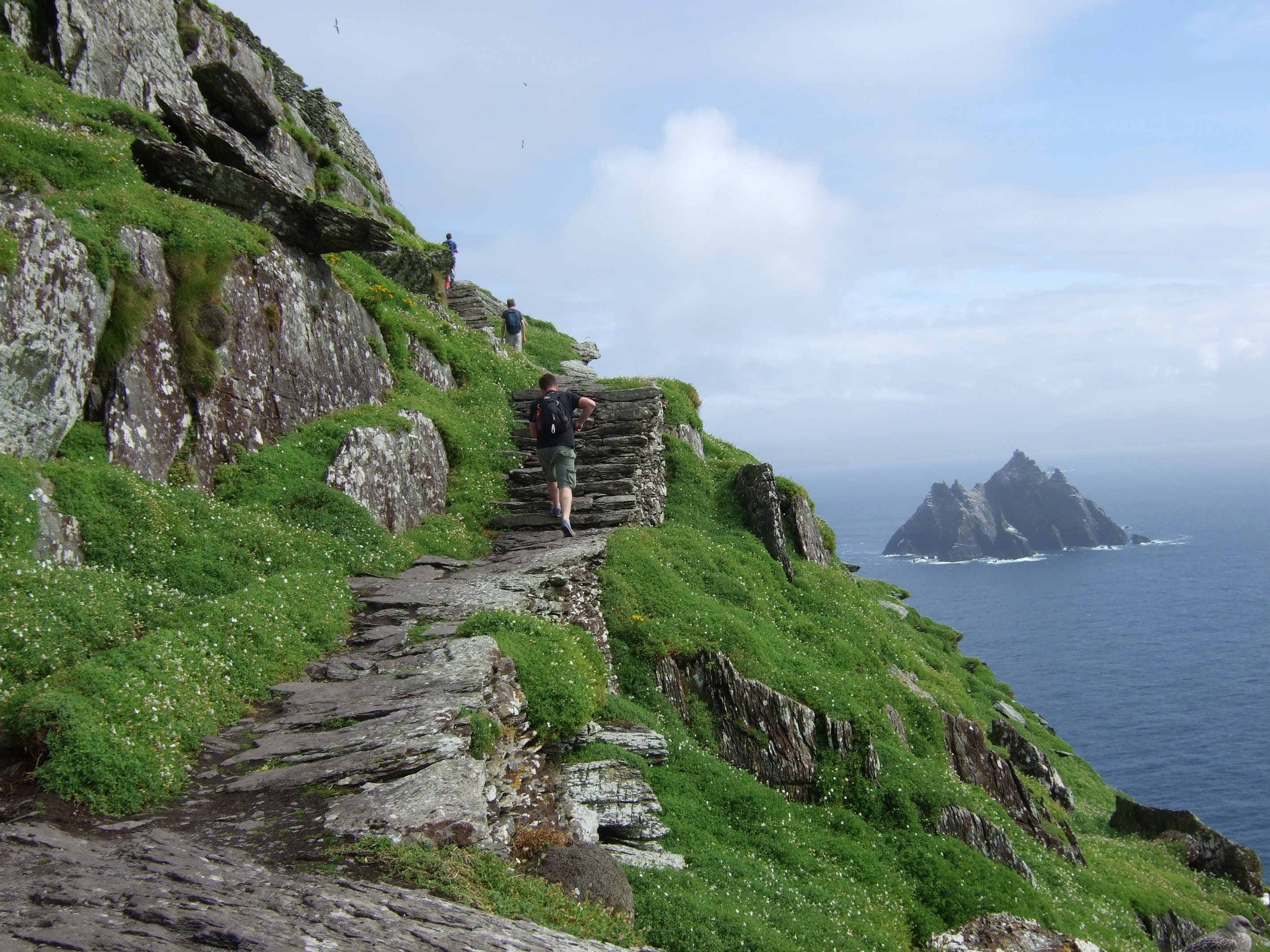
Skellig Michael, Kulisse für den Planeten Ahch-To
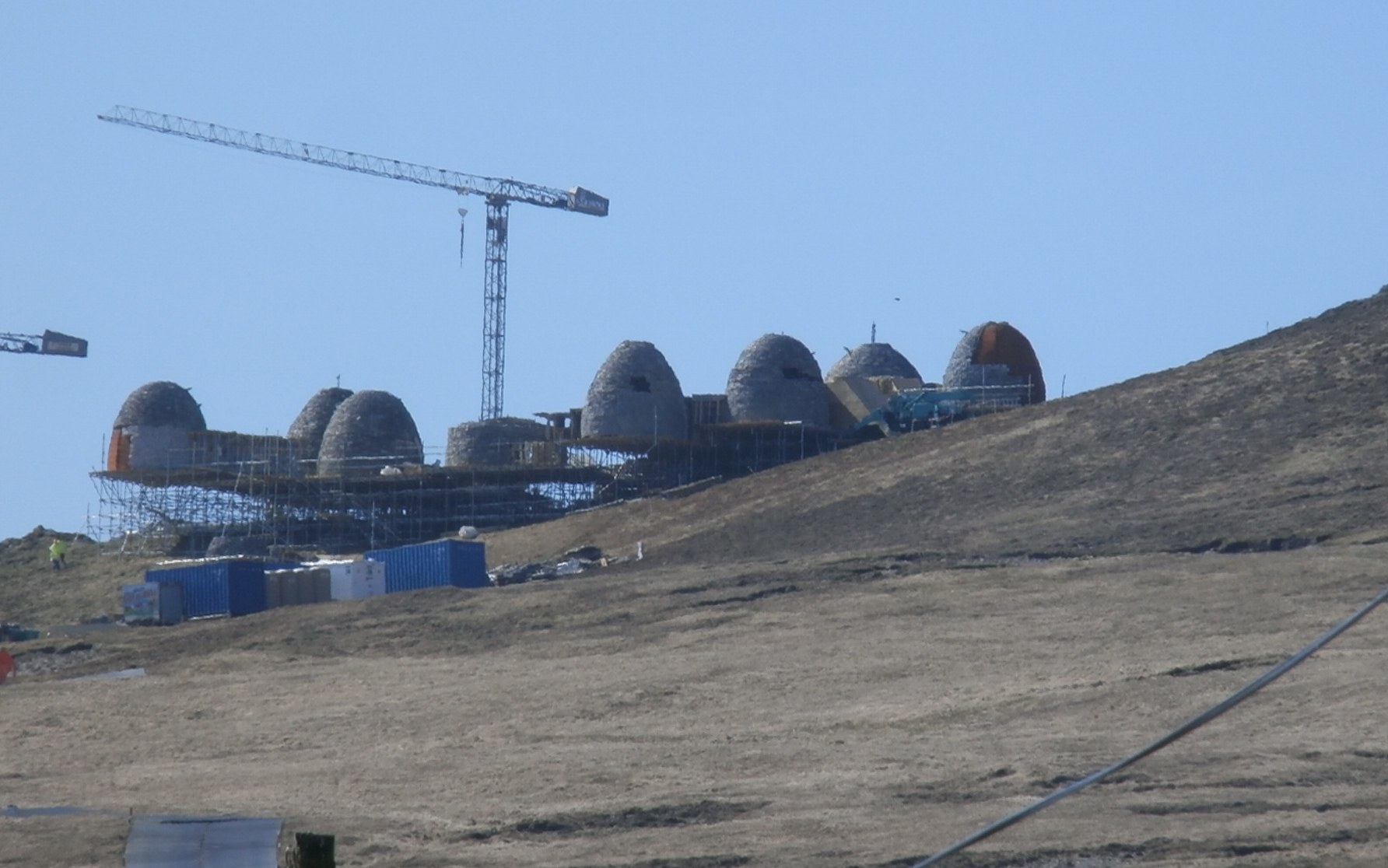
Ceann Sibeal mit den nachgebauten Klosteranlagen von Skellig Michael, Kulisse für Ahch-To
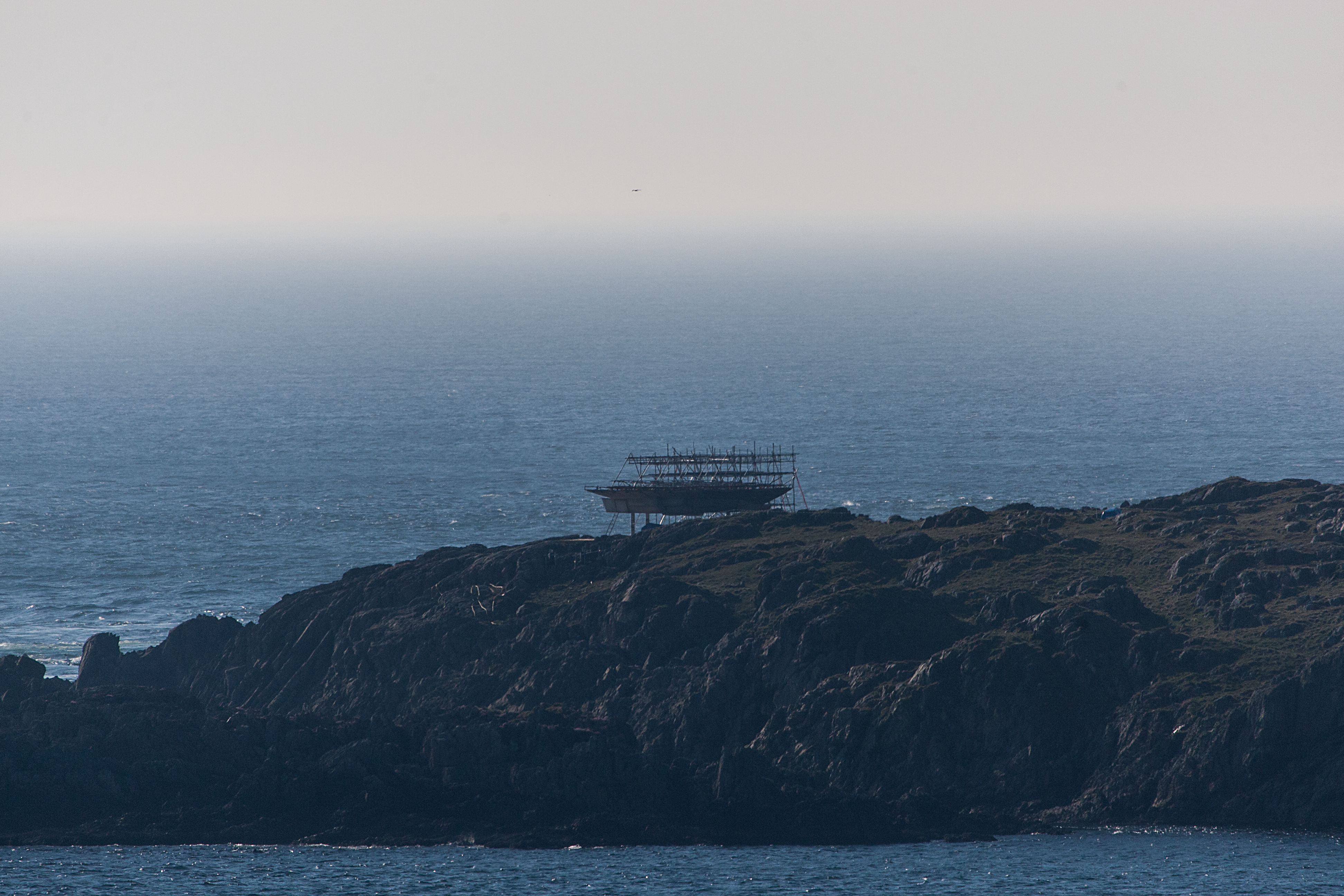
Malin Head mit Set des Millennium Falken, Kulisse für Ahch-To
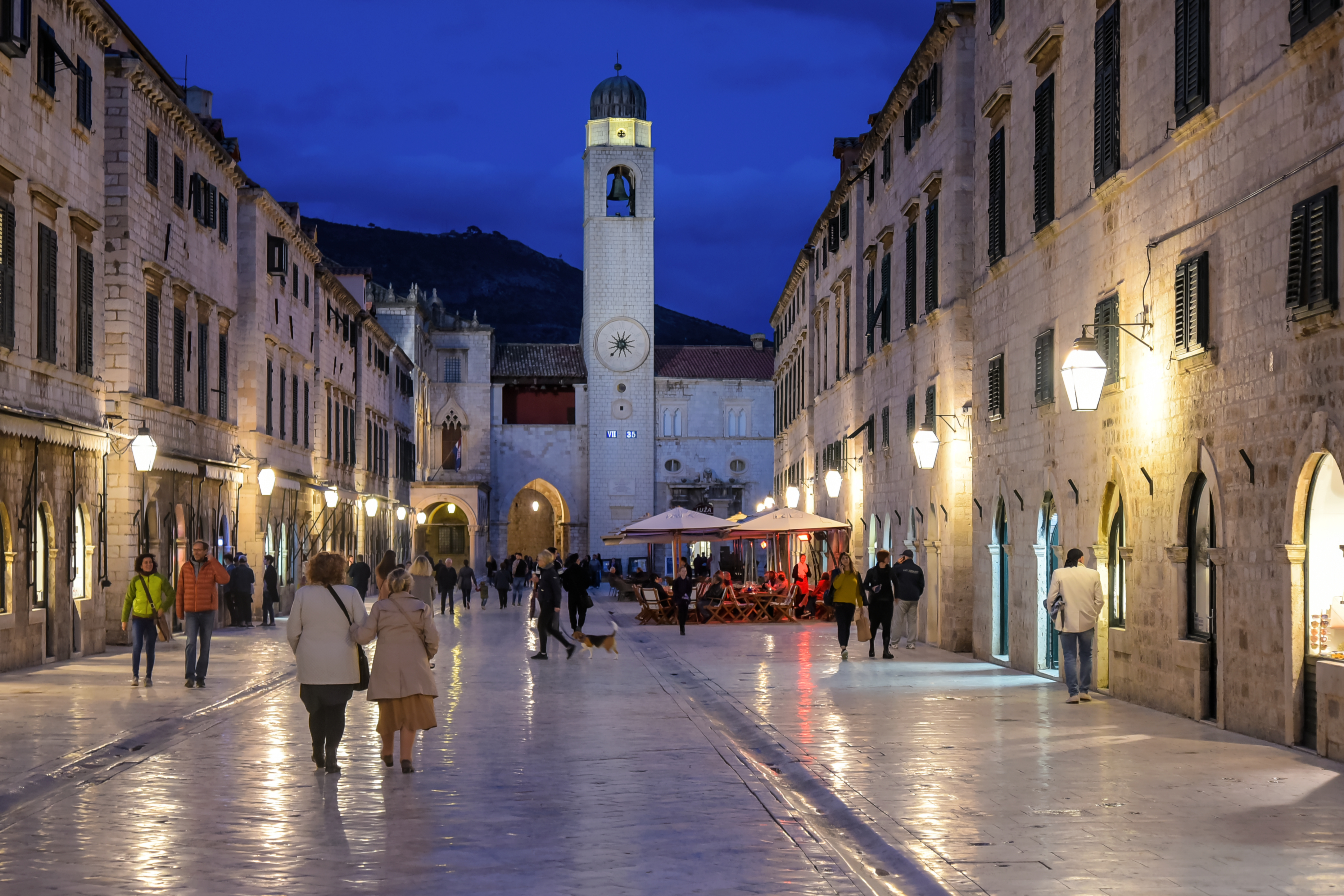
Dubrovnik, Kulisse für die Spielstadt Canto Bight
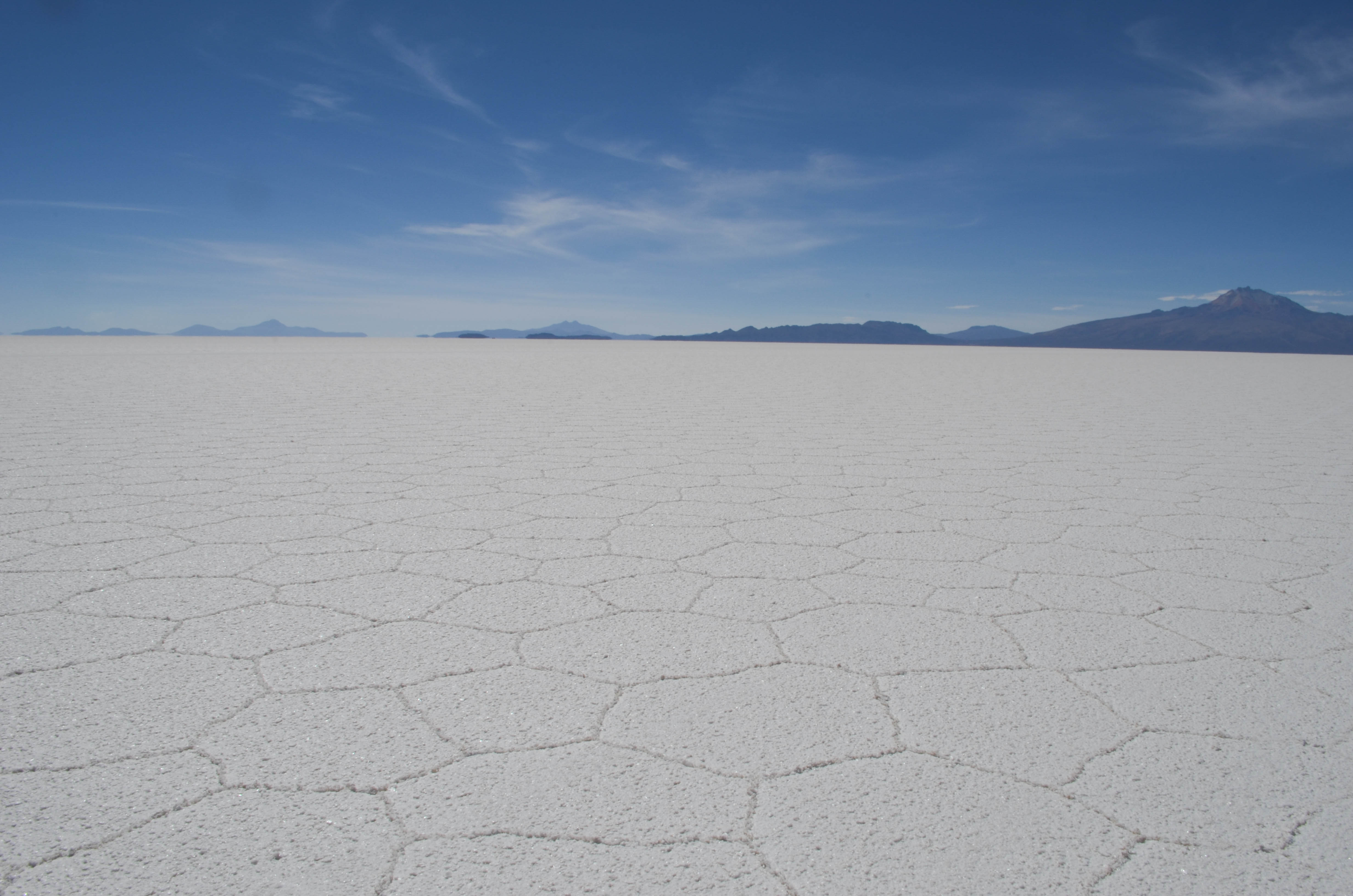
Salar de Uyuni, Kulisse für die Mineralwelt Crait

Die Dreharbeiten waren wie schon beim Vorgänger von extremer Geheimhaltung geprägt. So bekam Benicio del Toro beispielsweise ein Drehbuch, das mit einem Code geschützt war. Zudem trugen die meisten Darsteller außerhalb der geschlossenen Sets lange schwarze Roben, um ihre Kostüme, Frisuren und teilweise sogar die Schauspieler selbst zu verbergen, während sie zwischen den Sets hin- und hergefahren wurden. In Dubrovnik sollten sogar Drohnen zum Einsatz kommen, die andere Drohnen und Flugobjekte, die Luftaufnahmen der Dreharbeiten machen wollten, vom Himmel holen durften. Wie schon in Das Imperium schlägt zurück (1980) und Die Rückkehr der Jedi-Ritter (1983) wurde die Figur Yoda als Puppe dargestellt. Frank Oz steuerte diese und lieh ihr erneut seine Stimme; die eingesetzte Puppe wurde nach den Plänen der ursprünglich verwendeten angefertigt. Um die Beteiligung von Frank Oz und das Auftreten Yodas bis zur Premiere des Films geheim zu halten, wurde sein Name aus allen offiziellen Pressemitteilungen und Marketingauftritten gestrichen und nie erwähnt. Frank Oz durfte darüber hinaus lediglich in den eigenen Büros, nicht jedoch in öffentlichen Restaurants in der Nähe, essen, bevor er zu den Pinewood Studios fuhr, wo seine Szenen gedreht wurden. Auch persönliche Treffen mit Mark Hamill wurden unter penibelster Geheimhaltung durchgeführt.

### Postproduktion
Die Arbeiten am Filmschnitt begannen am 25. August 2016. Johnsons erste Filmversion war nach eigenen Angaben mehr als drei Stunden lang, weshalb teils vollständige Szenen entfernt werden mussten. Auf die Frage hin, ob es zu einem späteren Zeitpunkt eine Art Director’s Cut geben würde, versicherte Johnson, dass die Kinoversion die beste Version von Die letzten Jedi sei. Zum Zeitpunkt der Veröffentlichung ist Die letzten Jedi der längste Star-Wars-Film.
Carrie Fisher, langjährige Darstellerin von Leia Organa, verstarb im Dezember 2016 in Folge eines schweren Herzinfarkts. Ihr Auftritt in Die letzten Jedi war ihre vorletzte Filmrolle. Die Dreharbeiten zu Die letzten Jedi waren zu diesem Zeitpunkt bereits so weit abgeschlossen, dass Leias Rolle im Film keinerlei Änderungen unterzogen werden musste und sie wie ursprünglich geplant auftreten konnte. Auch wenn ihre Szenen bereits vollständig abgedreht wurden, stand sie für die obligatorischen ADR nicht mehr zur Verfügung. Dies zog zeitintensive Arbeiten der Sound Editors nach sich. Der Film ist ihr im Abspann „In Loving Memory of Our Princess – Carrie Fisher“ (zu Deutsch „In liebevoller Erinnerung an unsere Prinzessin“) gewidmet. Wie schon in Das Erwachen der Macht ist erneut auch ihre Tochter Billie Lourd als Schauspielerin Teil des Films.
Am 22. September 2017, knapp 12 Wochen vor dem regulären Kinostart, gab Johnson bekannt, dass die Postproduktion vollständig abgeschlossen sei.

### Filmmusik

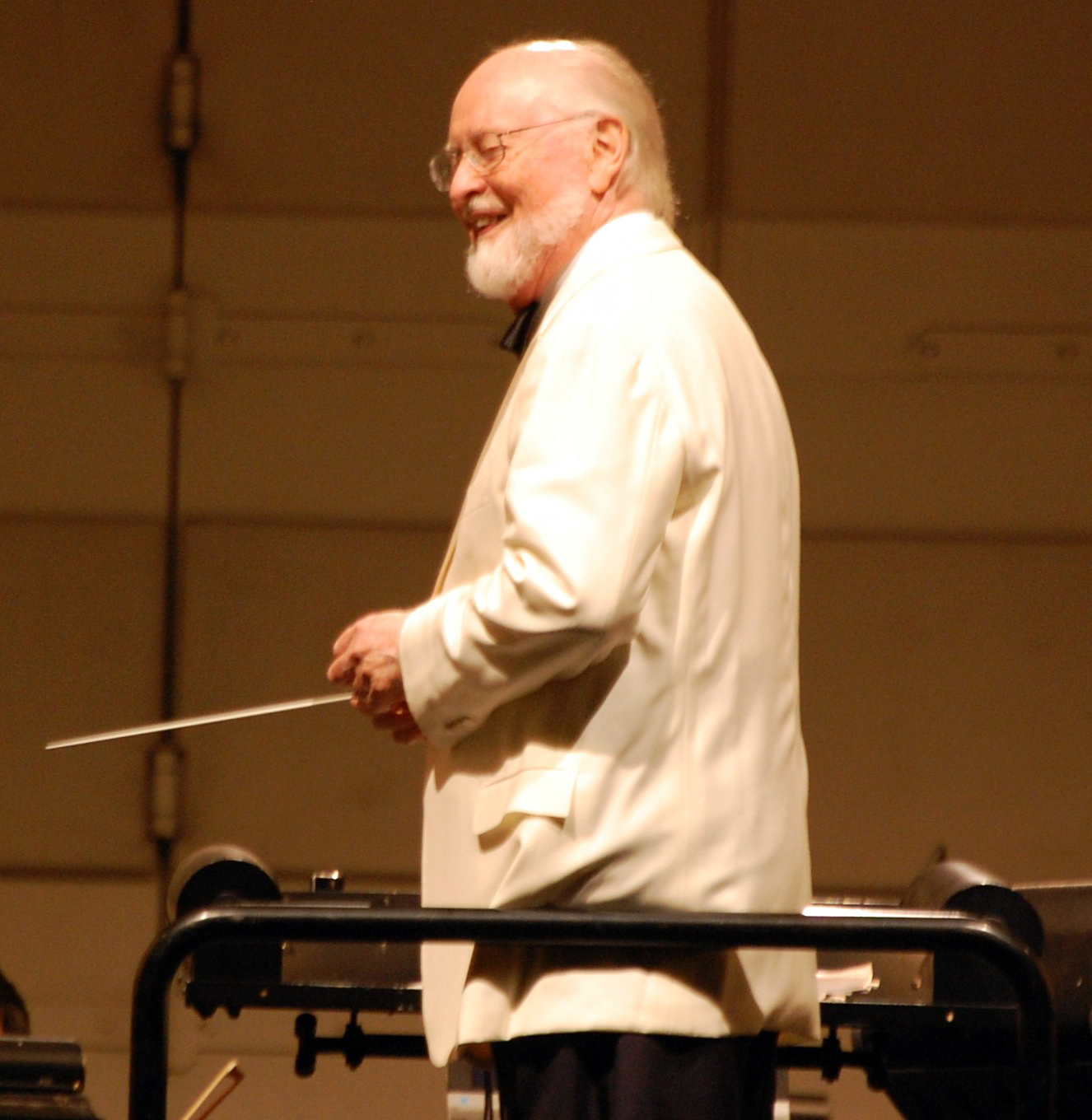
John Williams im Hollywood Bowl 2009

Am 13. August 2016 bestätigte John Williams, dass er eine Einladung von Kathleen Kennedy angenommen habe, auch für die achte Episode die Filmmusik beizusteuern. Der mehrfache Oscar-Preisträger hatte bereits die Musik zu den sieben Star-Wars-Episoden zuvor komponiert. Die Aufnahmen begannen im Dezember 2016 und wurden über mehrere Monate bis in den Mai 2017 in enger Zusammenarbeit zur Entwicklung des Films fortgesetzt. Eingespielt wurde es von Mitgliedern des Freiberuflichen Orchesters Los Angeles, die Gesangsstellen wurden von Mitgliedern des Los Angeles Master Chorale gesungen. Dirigiert wurden die Filmaufnahmen von John Williams und William Ross.
Die 20 Stücke umfassende Aufnahme erschien am 15. Dezember 2017 unter dem Namen Star Wars: Die letzten Jedi (Original Film-Soundtrack) und ist 77 Minuten lang. Dabei werden sowohl bereits bekannte Motive weiterentwickelt als auch gänzlich neue eingeführt, womit John Williams seinem Stil der Leitmotive treu bleibt. Zu den bekannten Motiven gehört das Star Wars Hauptthema, das zu Beginn des Films verwendet wird, das Macht-Thema, sowie die Themen Reys, des Millennium Falkens, Ahch-Tos, des Widerstands, Kylo Rens, Yodas, der Rebellion, Han und Leias, sowie das Finalthema, das, wie in allen Star-Wars-Filmen zuvor, am Ende des Films und zu Beginn des Abspanns gespielt wird. Bekannte Motive sind zudem im Thronsaal Snokes zu hören. Die Melodien der tiefen Männerstimmen erinnern dabei stark an das Thema des Imperators in Die Rückkehr der Jedi-Ritter.

### Marketing
Die erste werbewirksame Ankündigung für Die letzten Jedi geschah etwa zwei Monate nach dem Start des Vorgängers Das Erwachen der Macht. In dem am 15. Februar 2016 veröffentlichten, knapp 30-sekündigen Video werden der Beginn der Produktion des Films angekündigt und bereits erste, kurze Ausschnitte aus diesem gezeigt. Am 23. Januar 2017 wurde der Titel der Episode als The Last Jedi bekanntgegeben, die offizielle deutsche Übersetzung Die letzten Jedi folgte am 17. Februar 2017. Das eigentliche Marketing begann etwa zehn Monate vor Erscheinen des Films, nachdem die Bewerbung von Rogue One: A Star Wars Story, dem zuvor veröffentlichten, ersten Film außerhalb der eigentlichen Saga, beendet war. Im Rahmen der Star Wars Celebration 2017, der größten Star-Wars-Messe der Welt, wurden zahlreiche Informationen über den Film preisgegeben. Die größte Reichweite erzielte dabei der von Regisseur Rian Johnson am 14. April 2017 enthüllte erste Teaser, der vor Hunderten anwesender Fans gezeigt, anschließend im Internet veröffentlicht und millionenfach geklickt wurde. Gleichzeitig wurde das erste Filmplakat zum Film veröffentlicht, welches die drei Hauptcharaktere Luke Skywalker, Kylo Ren und Rey zeigt. Im Rahmen der D23 Expo wurde ein Video gezeigt, das Einblicke hinter die Kulissen von Die letzten Jedi liefert. Der erste ausführliche Trailer folgte am 9. Oktober 2017 und gab erstmals einen tieferen Einblick in den Film und die zu erwartende Handlung. Zudem wurde das finale Filmplakat veröffentlicht, welches anschließend zu Werbezwecken jeder Art in verschiedenen Variationen verwendet wurde. Gleichzeitig startete mit Veröffentlichung des Trailers der internationale Ticketvorverkauf. Es folgten 15 bis 45 Sekunden lange Spots, die ab dem 1. November 2017 verbreitet wurden.

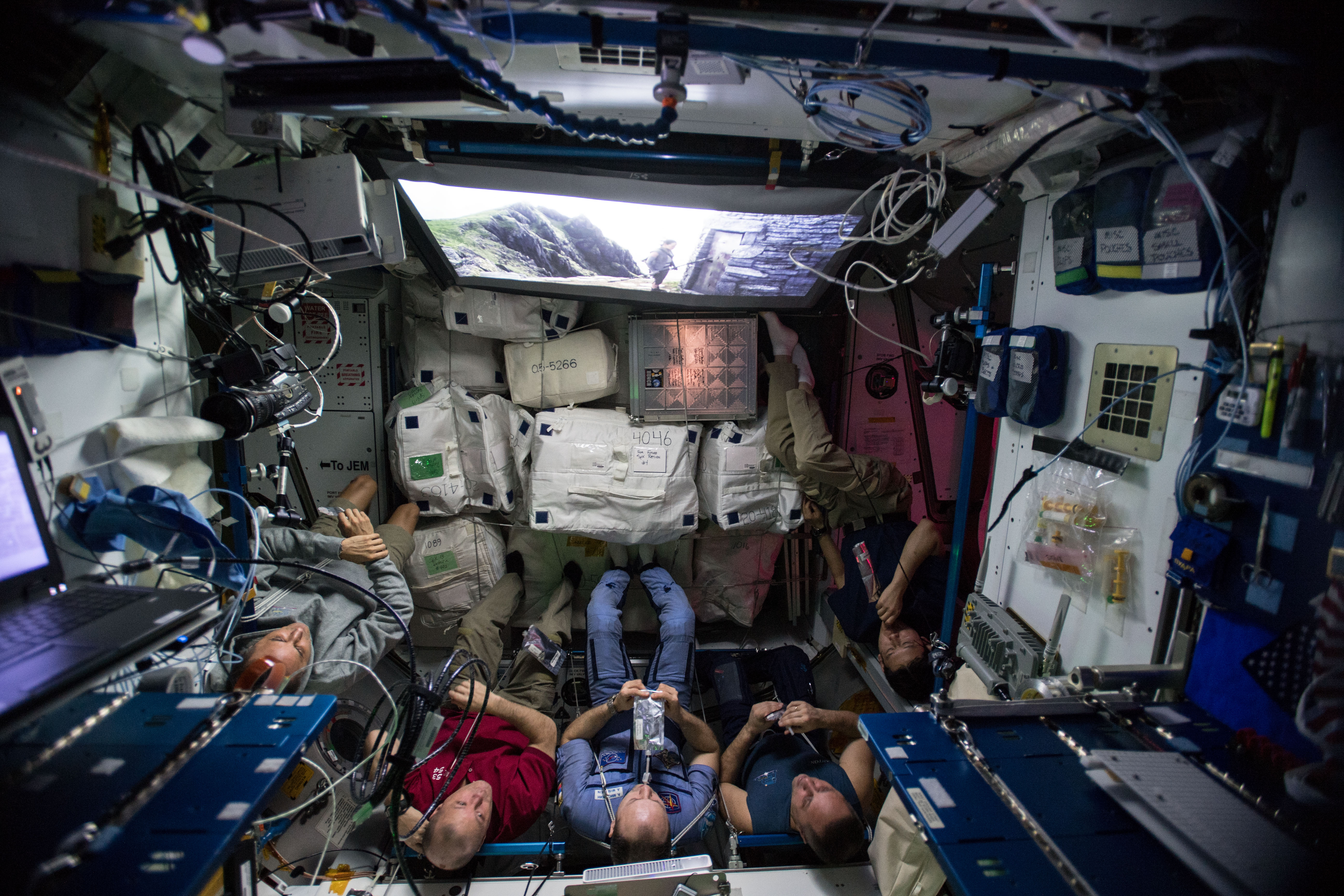
Das Team der Expedition 54 schaut Die letzten Jedi im Harmony-Modul der Internationalen Raumstation (ISS).

Im besonderen Maße wurde der Film in den letzten Monaten und Wochen vor Filmstart beworben. Dabei besuchten Rian Johnson und die bekanntesten Schauspieler des Films zahlreiche Veranstaltungen amerikanischer und internationaler Medien. Dazu zählten Auftritte in den bekanntesten amerikanischen Unterhaltungssendungen, die international gesendet werden, wie Jimmy Kimmel Live!, Conan, The Late Show with Stephen Colbert und The Ellen DeGeneres Show. Im deutschsprachigen Raum wurden unter anderem Interviews, überwiegend mit Mark Hamill, mit der Goldenen Kamera, dem Stern und der Frankfurter Allgemeinen publiziert. Große US-Zeitungen und Zeitschriften veröffentlichten im Rahmen des Marketings teils exklusive Informationen über den Film, etwa in Leitartikel in ihren Auflagen, die durch verschiedene Cover unter Fans große Beliebtheit fanden. Große Artikel wurden beispielsweise durch Entertainment Weekly, Vanity Fair, TIME, Rolling Stone und die New York Times veröffentlicht.
Das Merchandising für Die letzten Jedi startete mit dem 1. September 2017, der seit mehreren Jahren als „Force Friday“ beworben wird. In den kommenden Monaten wurden zahlreiche Bücher, Kurzgeschichten, Comics, Actionfiguren, Spielzeug und mehr vertrieben, die sich um den Film und deren Charaktere und Schauplätze drehten.
Im Videospiel Star Wars: Battlefront II wurde am 13. Dezember 2017 eine Erweiterung zu Die letzten Jedi veröffentlicht, welche Charaktere und Schauplätze des Films zum Spiel hinzufügte.

## Synchronisation
Die deutsche Synchronisation übernahm wie schon in vorherigen Star-Wars-Filmen die Film- & Fernseh-Synchron GmbH in Berlin. Dialogbuch und -regie stammen von Björn Schalla. Mehrere Sprecher kehrten in ihre ursprüngliche Rolle zurück, die sie schon in der ersten Star-Wars-Trilogie (1977–1983) verkörperten, darunter Hans-Georg Panczak als Stimme von Luke Skywalker. Ghadah Al-Akel, die Maz Kanata noch in Star Wars: Das Erwachen der Macht sprach, wurde durch Regina Lemnitz ersetzt.
| Figur               | Darsteller          | Deutscher Sprecher |
| ------------------- | ------------------- | ------------------ |
| Rey                 | Daisy Ridley        | Kaya Marie Möller  |
| Luke Skywalker      | Mark Hamill         | Hans-Georg Panczak |
| Ben Solo/Kylo Ren   | Adam Driver         | Julien Haggège     |
| Leia Organa         | Carrie Fisher       | Susanna Bonaséwicz |
| Poe Dameron         | Oscar Isaac         | Alexander Doering  |
| Finn                | John Boyega         | Stefan Günther     |
| Rose Tico           | Kelly Marie Tran    | Victoria Frenz     |
| General Hux         | Domhnall Gleeson    | Sebastian Schulz   |
| Snoke               | Andy Serkis         | Martin Umbach      |
| Vizeadmiral Holdo   | Laura Dern          | Andrea Loewig      |
| „DJ“                | Benicio del Toro    | Torsten Michaelis  |
| Captain Phasma      | Gwendoline Christie | Katrin Fröhlich    |
| C-3PO               | Anthony Daniels     | Joachim Tennstedt  |
| Lieutenant Connix   | Billie Lourd        | Runa Aléon         |
| Yoda                | Frank Oz            | Fred Maire         |
| Paige Tico          | Veronica Ngo        | Jenny Löffler      |
| Maz Kanata          | Lupita Nyong’o      | Regina Lemnitz     |
| Admiral Gial Ackbar | Tim Rose            | Axel Lutter        |
| Admiral Gial Ackbar | Tom Kane (Stimme)   | Axel Lutter        |

## Rezeption

### Kritiken
Der Film wurde von Presse wie Publikum sehr positiv aufgenommen. So erfassten die US-amerikanische Aggregatoren Rotten Tomatoes 91 % wohlwollende Kritiken und Metacritic eine Durchschnittsbewertung von 84/100 in der Fachpresse, Kinobesucher gaben dem Film CinemaScore A entsprechend der deutschen Schulnote 1. Das macht den Film zum Bestbesprochenen der Reihe seit Das Imperium schlägt zurück 37 Jahre zuvor.
Hannah Pilarczyk lobt auf Spiegel Online ausdrücklich die Arbeit des Regisseurs, dessen „Nähe zu seinen Figuren, sein Gespür für ihre Nöte“ den Film „zu einem solchen Triumph werden lassen“. Die letzten Jedi sei demnach nicht nur der längste Film der Star-Wars-Reihe, sondern auch „der reichhaltigste“. Nach Meinung von Johannes Spengler von kino.de ist Star Wars: Die letzten Jedi ein „Glanzstück“ und besser als sein Vorgänger, da Regisseur „Johnson endlich wieder dem Menschlichen den Vorrang gibt, anstatt sich auf alberne Macht-Esoterik und Raumkämpfe zu fokussieren“. Das Nachrichtenmagazin Focus kritisierte, dass es zu lange dauere, bis der Film in Schwung komme, und die finale Kinofassung sei „immer noch mindestens eine halbe Stunde zu lang und wirkt mitunter zäh“. Zudem verfehlten „viele dramatische Szenen ihre Wirkung“ und der „weitgehend alberne Humor kommt häufig an unpassenden Stellen“.
Laut Martin Schwickert von der Augsburger Allgemeinen schneide der Film „zwischen ballistischen Gefechten, Undercover-Einsätzen, Selbstfindungsprozessen und spirituellen Kämpfen hin und her“ und treibe „die Figuren mit shakespeare’scher Wucht in die eigenen Widersprüche hinein“. Chefredakteur Peter Huth zieht in der Tageszeitung Die Welt das Fazit, der Film sei „der misslungenste, großartigste Film der Serie. Ein Meisterwerk der Redundanzen, eine endlose Aneinanderreihung von Zitaten aus den vorherigen Teilen, er ist wahnsinnig schnell und unendlich lahm, die neuen Figuren entwickeln sich exakt so wie die alten und verhalten sich auch so, gleiche Konflikte, gleiche Waffen, gleiche Lösungen“, eine Kritik, die auch Autorin Juliane Liebert in der Süddeutschen Zeitung thematisiert: „Es wiederholen sich immer die gleichen Konstellationen mit jeweils einer Generation Abstand.“
Mathias Ottmann kritisiert im Lifestyle-Magazin GQ, der Film fühle sich „wahnsinnig lang und repetitiv an. Wenn nach etwa einer Stunde die erste Euphorie verflogen ist, wenn der Film die immer gleichen Schleifen dreht, dann geht auch so ein bisschen der Spaß an der Sache verloren.“ Zudem habe der Regisseur nicht „den richtigen Moment erwischt, um seinen Film zu beenden.“ Matthias Dammes vom Spielemagazin PC Games fiel es aufgrund der Filmlänge und der dichten Handlung „nicht leicht, das Gesehene einzuordnen“, auch wenn der „Streifen in der Mitte ein wenig durchhänge.“ Dennoch sei der Film im Fazit „definitiv einer der besseren Star-Wars-Filme“. Die Redaktion der Kino-Zeitschrift Cinema zog das Fazit: „Perfekt animiertes Sternenabenteuer, das mit wuchtigen Schlachten, furiosen Lichtschwertduellen und überraschenden Wendungen, aber auch mit einigen dramaturgischen Schwächen und Längen aufwartet.“
Carsten Baumgardt von dem Filmmagazin Filmstarts meint in seiner Rezension, dass „Rian Johnson […] mit dem Fantasy-Spektakel Die letzten Jedi einen starken Mittelteil der dritten Trilogie ab[liefert], der vor allem von der Rückkehr Mark Hamills als legendärer Luke Skywalker lebt. Gemeinsam mit Daisy Ridleys energischer Rey übertüncht er einige schwächere Elemente in den anderen Handlungssträngen.“
Ein oft erwähntes Manko des Films stellt der Handlungsstrang um Finn und Rose dar. Dieser sei zwar ausgiebig lang und umfänglich erzählt, doch habe er kaum Einfluss auf die Handlung: Weder werde der Plan, die Sensoren auszuschalten, umgesetzt, noch würden auf den Ausgang der Handlung einflussnehmende Personen eingeführt (der Beschuss der fliehenden Transporter geschieht zwar erst nach dem Verrat „DJs“, doch hat dieser keinen tatsächlichen Einfluss auf den weiteren Verlauf). Stattdessen werde der Plan des Rückzugs, wie am Anfang beschlossen, durchgeführt. Hinter der Szene stecke „gut verpackt[e] Gesellschafts- und Kapitalismuskritik des Drehbuchautors und Regisseurs Rian Johnson. […] Der Glaube an eine Veränderung setzt sich von unten und mit den Unterdrückten durch“, meint dagegen Ludwig Jovanovic von RP Online, der auch das dadurch mögliche Ende mit einem Stalljungen, der die Macht besitzt und hoffnungsvoll in die Sterne blickt, lobt.
Anna Smith lobte in The Guardian die Darstellung komplexer weiblicher Rollen und Dialoge.
Aufmerksamkeit erregte eine Social-Media-Kampagne, die entgegen der positiven Rezeption lautstark Stimmung gegen den Film machte. Insbesondere Nutzerbewertungen wurden gezielt manipuliert, denn diese können beliebig oft abgegeben werden auch ohne den Film gesehen zu haben (Review Bombing). Journalisten wiesen hier bereits früh auf Unregelmäßigkeiten hin, Rotten Tomatoes sah sich „ernsthaft ins Visier geraten“. Informationswissenschafter Morten Bay der USC fand Belege für „organisierte, politische Einflussnahme“ einer Minderheit „unter dem Deckmantel von Fanstreitigkeiten“: In den Tweets an Regisseur Johnson drückte nur jeder Fünfte eine negative Haltung zum Film aus, darunter aber mehrheitlich Accounts mit klar politischer Absicht wie z. B. die russische Troll-Armee. Auch die rechtsradikale Alt-Right protestierte auf diese Weise gegen die angeblich „feministische Agenda“ der Saga, nachdem bereits der Vorgängerfilm Rogue One mit einer weiblichen Hauptfigur und einer internationalen Besetzung ihren Zorn beschworen hatte. Analysen sahen als übergreifendes Ziel, den kulturellen Einfluss der Filmreihe für gesellschaftliche Spaltung zu nutzen.

### Einspielergebnis
Den Produktionskosten von 200–250 Millionen US-Dollar stehen Einnahmen an den weltweiten Kinokassen von 1,332 Milliarden US-Dollar gegenüber. Ohne Einbezug der Inflation (nominell) steht der Film damit in der Liste der weltweit erfolgreichsten Filme auf Platz 23 (Stand: 19. April 2025). Die letzten Jedi ist der erfolgreichste Film des Jahres 2017 und der zweiterfolgreichste Film der Star-Wars-Filmreihe nach Das Erwachen der Macht, welcher mit 2,068 Milliarden US-Dollar Platz 5 der bisher finanziell erfolgreichsten Filme einnimmt.
Darüber hinaus war es der erfolgreichste Film des Jahres 2017 in den Vereinigten Staaten und Kanada und erreichte zudem mit 220 Millionen US-Dollar am Startwochenende das beste Eröffnungswochenende des Jahres (drittbestes überhaupt nach Das Erwachen der Macht und Avengers: Infinity War). Insgesamt spielte der Film allein in den USA und Kanada 620 Millionen US-Dollar ein. Derzeit rangiert Die letzten Jedi auf Platz neun der dort erfolgreichsten Filme überhaupt.
In Deutschland erreichte Die letzten Jedi nach Umsatz (mit knapp 20 Millionen Euro) das bisher zweitbeste Startwochenende (nach Das Erwachen der Macht) und die bisher drittbeste Startwoche (nach Das Erwachen der Macht und Fack Ju Göthe 3). Er spielte insgesamt knapp 69,4 Millionen Euro ein und lockte über 5,8 Millionen Besucher in die deutschen Kinos. Gemessen am Umsatz in Deutschland ist er der erfolgreichste Film des Jahres 2017 und der bisher neunterfolgreichste.
Der Nettogewinn allein durch die Kinolaufzeit betrug für das leitende Studio Disney rund 417 Millionen US-Dollar.

### Auszeichnungen (Auswahl)
Academy Awards 2018
- Nominierung in der Kategorie Beste visuelle Effekte (für Ben Morris, Michael Mulholland, Neal Scanlan und Chris Corbould)
- Nominierung in der Kategorie Beste Filmmusik (für John Williams)
- Nominierung in der Kategorie Bester Ton (für David Parker, Michael Semanick, Ren Klyce und Stuart Wilson)
- Nominierung in der Kategorie Bester Tonschnitt (für Matthew Wood und Ren Klyce)

British Academy Film Awards 2018
- Nominierung in der Kategorie Beste visuelle Effekte (für Stephen Alpin, Chris Corbould, Ben Morris und Neal Scanlan)
- Nominierung in der Kategorie Bester Ton (für Ren Klyce, David Parker, Michael Semanick, Stuart Wilson und Matthew Wood)

Saturn-Award-Verleihung 2018
- Auszeichnung in der Kategorie Bester Hauptdarsteller (für Mark Hamill)
- Auszeichnung in der Kategorie Bestes Drehbuch (für Rian Johnson)
- Auszeichnung in der Kategorie Bester Schnitt (für Bob Ducsay)
- Nominierung in der Kategorie Bester Science-Fiction-Film
- Nominierung in der Kategorie Beste Hauptdarstellerin (für Daisy Ridley)
- Nominierung in der Kategorie Beste Nebendarstellerin (für Carrie Fisher)
- Nominierung in der Kategorie Beste Nebendarstellerin (für Kelly Marie Tran)
- Nominierung in der Kategorie Beste Regie (für Rian Johnson)
- Nominierung in der Kategorie Beste Ausstattung (für Rick Heinrichs)
- Nominierung in der Kategorie Beste Musik (für John Williams)
- Nominierung in der Kategorie Bestes Kostüm (für Michael Kaplan)
- Nominierung in der Kategorie Bestes Make-up (für Peter Swords King und Neal Scanlan)
- Nominierung in der Kategorie Beste Spezialeffekte (für Ben Morris, Michael Mulholland, Chris Corbould und Neal Scanlan)

## Cameo-Auftritte
Im Laufe des Films kommt es zu zahlreichen Cameo-Auftritten von Star-Wars-Veteranen oder andererseits bekannter Persönlichkeiten, darunter Warwick Davis, der seit Die Rückkehr der Jedi-Ritter bereits in zahlreichen Star-Wars-Filmen und anderen Adaptionen mitwirkte, Justin Theroux als Glücksspieler in Canto Bight, Lily Cole als dessen Begleitung. Auch Regisseur Rian Johnson hat einen kaum zu erkennenden Auftritt. Seine Hand ist wenige Sekunden als Hand von Luke Skywalker zu sehen, als dieser Han Solos Würfel aus dem Millennium Falken an Leia übergibt. Mark Hamill hatte neben seiner Rolle als Luke Skywalker einen kurzen Auftritt als Dobbu Scay im Kasino. Hamills drei Kinder, Nathan, Griffin und Chelsea Hamill, haben jeweils Auftritte als Soldaten des Widerstands. Joseph Gordon-Levitt (als Slowen-Lo, der die Polizei von Canto Bight auf das von Rose und Finn widerrechtlich abgestellte Shuttle aufmerksam macht und somit für ihre Verhaftung und Verfolgung sorgt) und Noah Segan (X-Flügler-Pilot) sind durch ihre Rollen zum Zeitpunkt der Veröffentlichung die beiden einzigen Darsteller, die in allen Spielfilmen von Regisseur Rian Johnson (Brick, Looper, Brothers Bloom, Die letzten Jedi) mitspielten. Prinz William, Prinz Harry, Tom Hardy und Gary Barlow drehten Auftritte als Sturmtruppler. Einen Cameo-Auftritt der besonderen Art hat zudem Gary, der Hund der verstorbenen Carrie Fisher (Leia), der kurz im Kasino von Canto Bight zu sehen ist. Ebenfalls kurz zu sehen ist Gareth Edwards, Regisseur von Rogue One: A Star Wars Story, der als Soldat des Widerstands den bevorstehenden Angriff der Ersten Ordnung auf Crait abwartet. Dies ist der Dank Rian Johnsons, der wiederum einen kurzen Auftritt als imperialer Offizier an Bord des Todessterns in Rogue One hatte, einer Szene, die in fast identischer Art und Weise auch im ersten Star-Wars-Film zu sehen war.

## Fortsetzung
Durch die neunte Episode Star Wars: Der Aufstieg Skywalkers, bei der J. J. Abrams wie bereits für Das Erwachen der Macht erneut die Regie übernahm, wurde die neue Star-Wars-Trilogie abgeschlossen. Die Dreharbeiten begannen im August 2018, die Veröffentlichung war im Dezember 2019.